# África
África es el tercer continente más extenso, tras Asia y América. Está situado entre los océanos Atlántico, al oeste, e Índico, al este. El mar Mediterráneo lo separa al norte del continente europeo; el punto en el que los dos continentes se hallan más cercanos es el estrecho de Gibraltar de 14.4 km de ancho. El mar Rojo lo separa al este de la península arábiga y queda unido a Asia a través del istmo de Suez, en territorio egipcio. Posee una superficie total de 30 272 922 km² (621 600 km² en masa insular), que representa el 20,4 % del total de las tierras emergidas del planeta. La población supera los mil cuatrocientos millones de habitantes, un 15 % del total mundial. El continente se divide en 54 Estados soberanos siendo uno de ellos, Egipto, transcontinental, además de dos Estados con reconocimiento limitado y dos territorios dependientes.

## Etimología
El nombre del continente proviene del latín. Desde el siglo II a. C., los romanos llamaban África a las tierras que los griegos conocían como Libia, al oeste del Nilo y al este de los montes Atlas. El topónimo se formó con el nombre de un pueblo local, los Afri y el sufijo -ica usado para indicar un país en función de sus habitantes (como Céltica de "los celtas").
Los afri eran una tribu autóctona cuyo nombre es de origen bereber; ⵉⴼⵔⵉ ifri (plural ifran) que significa «caverna», en referencia a los pueblos que los griegos llamaron Τρωγλοδύται / troglodytai, «los moradores de cavernas». La misma palabra aparece en la tribu argelina de los Banu Ifran originarios de Ifrane / Yafran.
Una hipótesis antigua, y menos probable, relaciona a los afri con el púnico 𐤏𐤐𐤓 ʿpr /ʿafar «polvo».
Después de 146 a. C., África fue el nombre de una provincia romana en el noroeste del continente. La Geografía de Ptolomeo marca el límite oriental en el istmo de Suez, que la separa de Europa, el occidental en el Océano y el meridional en el Sahara.
A partir de la Era de los Descubrimientos y a medida que el conocimiento del continente se extendía en Europa, el nombre también lo hizo.
Etimologías populares o míticas del nombre lo derivan de la palabra latina aprica, «soleado», como dice Isidoro de Sevilla, o del griego: a-phrike: «sin frío», como postuló León el Africano, si bien esta combinación de palabras no existe.
Michèle Fruyt propuso derivar el nombre de africus «viento del sur» asignando a la palabra un origen itálico, aunque la mayoría considera que el viento tomó su nombre por la provincia romana, y Gerald Massey, en 1881, inventó una etimología egipcia: af-rui-ka es decir, según su propuesta: «girar hacia la apertura del Ka», es decir, hacia el vientre materno, con lo cual los egipcios se referían a África como «lugar de nacimiento».
Entre las etimologías fundadas en personajes epónimos, Flavio Josefo relaciona África con un nieto de Abraham de nombre Efer mientras que Ibn Khallikan lo vincula con el rey himyarita "Afriko hijo de Abraha", su conquistador.

## Historia
Se cree que África es la cuna de la humanidad y que de allí proceden las sucesivas especies de homínidos y antropoides que dieron lugar a los seres humanos. La teoría explica que allí se originó el Homo sapiens hace cerca de 300 000 años para luego expandirse por el resto de los continentes. Según el historiador griego Heródoto (484 a. C.), una expedición fenicia auspiciada por el faraón Necao II (616 a. C) circunnavegó el continente africano por primera vez.

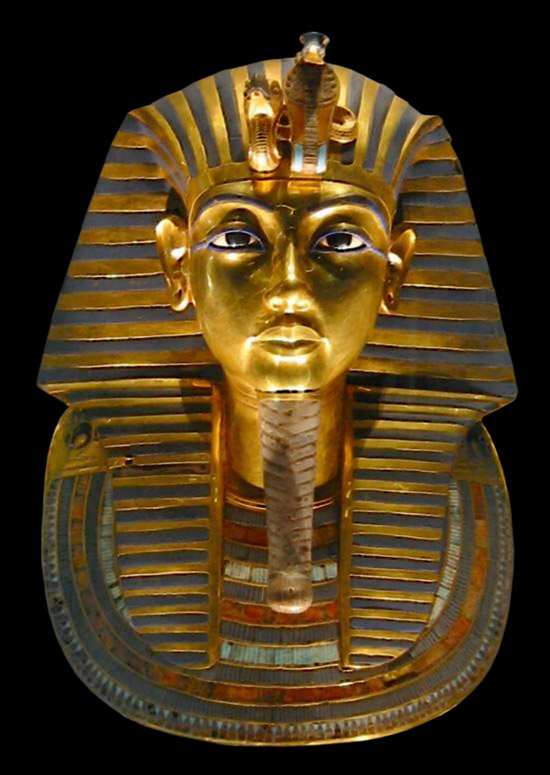
Máscara del faraón Tutankamón, en la que el rey-niño aparece tocado con el Nemes

Los orígenes del tráfico comercial entre el oeste y el centro de África y la cuenca mediterránea se pierden en la prehistoria. Los primeros relatos históricos datan de la antigüedad y versan sobre los nómadas que organizaban el comercio entre Leptis Magna y el Chad. Este comercio vivió su primer auge en el siglo I a. C. con el ascenso del Imperio romano. Sobre todo se comerciaba con oro, esclavos, marfil y animales exóticos para los juegos de circo en Roma a cambio de bienes de lujo romanos. De hecho es en esta época en la que se gesta el propio nombre de África. Tras la derrota de Cartago por Roma en la tercera guerra púnica se establece la provincia romana de África que abarcaría aproximadamente el Túnez actual. Fue una generalización territorial de la provincia lo que dio nombre a todo el continente. Una importancia crucial tuvo también la mayor utilización del camello a partir del siglo I en el norte de África.
A partir del siglo VII los árabes invaden el África del norte. El comercio caravanero y la expansión islámica alimentan el establecimiento de nuevas relaciones entre las «dos Áfricas».

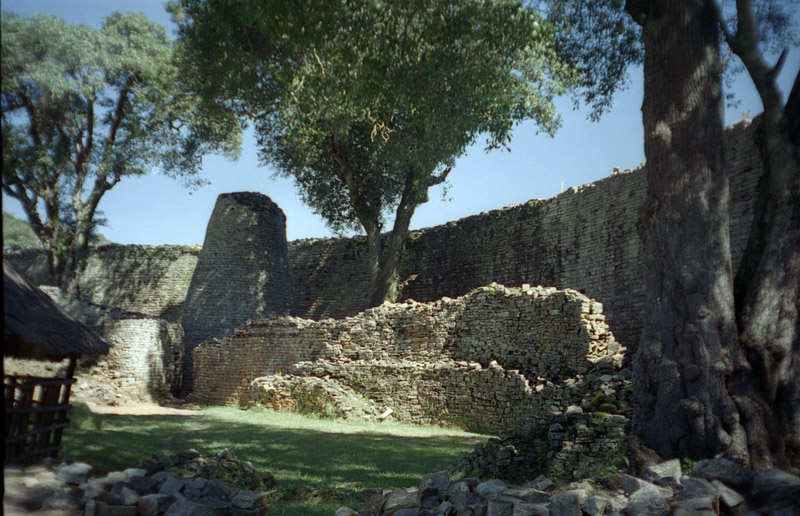
Gran Zimbabue

El Imperio Kanem-Bornu existió en África entre el siglo XIII y la década de 1840. En su momento de mayor esplendor abarcó el área de lo que actualmente es el sur de Libia, Chad, noreste de Nigeria, este de Níger y norte de Camerún.
El Reino del Congo fue un Estado situado en lo que actualmente constituye la zona norte de Angola, el enclave de Cabinda, Congo-Brazzaville y la parte occidental de Congo-Kinsasa. Su área de influencia abarcaba también los Estados vecinos.

En 1914, justo antes del inicio de la Primera Guerra Mundial, toda África estaba dominada por Estados europeos con la excepción de Abisinia (actual Etiopía) y Liberia, una muestra del imperialismo europeo, que también provocó continuas tensiones entre países durante la colonización del continente, visto como muy desfavorable para Italia y Alemania y muy beneficioso para Francia y Reino Unido. Otros países como Portugal, España o Bélgica tenían unas pocas colonias.

La repartición colonial de África por las potencias europeas, iniciada a partir del siglo XVII, tuvo lugar aproximadamente en 1885, con la conferencia de Berlín, y el comienzo de la Primera Guerra Mundial, época en la que los imperios coloniales se extendieron más rápidamente en África que en cualquier otro lugar del mundo, si bien dos países, Liberia y Etiopía, consiguieron mantener su independencia. Es un ejemplo del nuevo imperialismo generado por la necesidad de los países europeos de obtener materias primas para el rápido crecimiento de su producción manufacturera después de la Revolución Industrial, iniciada en Inglaterra a fines del siglo XVIII.
Al final de la Segunda Guerra Mundial los aliados no logran ponerse de acuerdo sobre el futuro de la antigua colonia italiana de Libia. En ese momento era un territorio más de cinco veces mayor que la propia Italia. Sin embargo, la población no sobrepasaba el millón de habitantes, por lo que representaba un destino apropiado para la población desplazada de Italia por la guerra, que empezó a buscar lugares a donde emigrar. Los recelos entre Occidente y la Unión de Repúblicas Socialistas Soviéticas hacen que finalmente la Organización de las Naciones Unidas decida dar la independencia al país dejándolo en manos del rey Idrís I de Libia.
Aunque ya había cuatro países independientes en África (Liberia en 1847, Sudáfrica en 1910, Egipto en 1922 y Etiopía en 1941), Libia se convierte así en la primera colonia africana en lograr su independencia en 1951, a la que seguirá la de Ghana en 1957. Más adelante las potencias europeas lamentarían este hecho, pues contribuyó a desencadenar las diferentes luchas por la independencia africana.

## Naturaleza

### Geografía física
En su mayor parte, África es una enorme y antigua plataforma continental maciza y compacta, elevada entre 600 y 800 m s. n. m., surcada por grandes ríos (aunque pocos) y escasa en penínsulas. Destaca por su regularidad orográfica y considerable altitud media.
Tres franjas climáticas sucesivas se repiten al norte y al sur del ecuador, abarcando los climas mediterráneo, desértico, subtropical e intertropical lluvioso, este último, en sus dos tipos principales, tanto de sabana como de selva. África es el continente con mayor índice de insolación anual, lo cual podría haber dado origen a su nombre (África, del griego a-phrike, ‘sin frío’).
Los suelos son excepcionalmente ricos en minerales y muy aptos para pastos. Debido al clima es allí donde evolucionó la mosca tsetsé y donde prolifera actualmente. Las principales áreas cultivadas se encuentran en las tierras altas orientales y la zona de los Grandes Lagos, algunos deltas y riberas e incluso en el Sahel.
Situación Astronómica Continental: Norte: Cabo Blanco, Túnez (37°20′ Norte) Sur: Cabo de las agujas, Rep. Sudafricana (35° Sur) Este: Cabo Hafún, Somalia (51°24′ Este) Oeste: Cabo Verde, Senegal (18° Oeste)

### Principales ecosistemas
- Desierto
- Sahel
- Sabana
- Desierto del Sahara
- Desierto del Namib
- Desierto del Kalahari
- Delta del Okavango
- Grandes Lagos
- Macizo etíope
- Tierras altas de Kenia
- Gran Valle del Rift
- Selva de la cuenca del Congo
- Selva costera ecuatorial atlántica

### Principales islas y archipiélagos
- Archipiélago de Cabo Verde
- Archipiélago de Canarias (España)
- Archipiélago de Islas Salvajes (Portugal)
- Archipiélago de Madeira (Portugal)
- Archipiélago de las Mascareñas
- Bioko
- Santo Tomé y Príncipe
- Madagascar
- Archipiélago de Zanzíbar (islas Unguja y Pemba)
- Archipiélago de las Comoras
- Archipiélago de las Seychelles
- Socotra (Yemen)

### Hidrografía
|        |        | | | | | | | | | Longitud | Cuenca    | Caudal medio |                     |                                        |                                                                                            |
| África | África | Río | Río | Río | Río | Río | Río | Río | Río | (km)     | (km²)     | (m³/s)       | Desembocadura (río) | País (desembocadura)                   | Otros países (curso)                                                                       |
| ------ | ------ | --- | --- | --- | --- | --- | --- | --- | --- | -------- | --------- | ------------ | ------------------- | -------------------------------------- | ------------------------------------------------------------------------------------------ |
| 01     | 001    | Sistema Nilo — Nilo Blanco — lago Victoria — Kagera | Sistema Nilo — Nilo Blanco — lago Victoria — Kagera | Sistema Nilo — Nilo Blanco — lago Victoria — Kagera | Sistema Nilo — Nilo Blanco — lago Victoria — Kagera | Sistema Nilo — Nilo Blanco — lago Victoria — Kagera | Sistema Nilo — Nilo Blanco — lago Victoria — Kagera | Sistema Nilo — Nilo Blanco — lago Victoria — Kagera | Sistema Nilo — Nilo Blanco — lago Victoria — Kagera | 6756     | 3 349 000 | 2830         | Mar Mediterráneo    | Egipto                                 | Etiopía Eritrea Sudán Uganda Tanzania Kenia Ruanda Burundi República Democrática del Congo |
| 16     | 027    | Río Draa (estacional) | Río Draa (estacional) | Río Draa (estacional) | Río Draa (estacional) | Río Draa (estacional) | Río Draa (estacional) | Río Draa (estacional) | Río Draa (estacional) | 1200     | -         | -            | Océano Atlántico    | Marruecos                              | Argelia                                                                                    |
| 08     | 010    | Sistema Senegal—Bakoye—Baoulé | Sistema Senegal—Bakoye—Baoulé | Sistema Senegal—Bakoye—Baoulé | Sistema Senegal—Bakoye—Baoulé | Sistema Senegal—Bakoye—Baoulé | Sistema Senegal—Bakoye—Baoulé | Sistema Senegal—Bakoye—Baoulé | Sistema Senegal—Bakoye—Baoulé | 1790     | 337 000   | 640          | Océano Atlántico    | Senegal                                | Mali Mauritania Guinea                                                                     |
| 18     | 033    | Río Gambia | Río Gambia | Río Gambia | Río Gambia | Río Gambia | Río Gambia | Río Gambia | Río Gambia | 1094     | 60 000    | 149          | Océano Atlántico    | Gambia                                 | Guinea Senegal                                                                             |
| 20     | 036    | Río Bandama (con el Bandama Blanco) | Río Bandama (con el Bandama Blanco) | Río Bandama (con el Bandama Blanco) | Río Bandama (con el Bandama Blanco) | Río Bandama (con el Bandama Blanco) | Río Bandama (con el Bandama Blanco) | Río Bandama (con el Bandama Blanco) | Río Bandama (con el Bandama Blanco) | 1050     | 98 500    | 263          | Golfo de Guinea     | Costa de Marfil                        | -                                                                                          |
| 10     | 012    | Sistema Volta–Volta Negro | Sistema Volta–Volta Negro | Sistema Volta–Volta Negro | Sistema Volta–Volta Negro | Sistema Volta–Volta Negro | Sistema Volta–Volta Negro | Sistema Volta–Volta Negro | Sistema Volta–Volta Negro | 1600     | 407 093   | 1210         | Golfo de Guinea     | Ghana                                  | Burkina Faso Togo Costa de Marfil Benín                                                    |
| *      | *      | - | Río Volta Negro | Río Volta Negro | Río Volta Negro | Río Volta Negro | Río Volta Negro | Río Volta Negro | Río Volta Negro | 1352     | 149 600   | 243          | Volta               | -                                      | Ghana Burkina Faso Costa de Marfil                                                         |
| -      | 031    | - | Río Volta Blanco | Río Volta Blanco | Río Volta Blanco | Río Volta Blanco | Río Volta Blanco | Río Volta Blanco | Río Volta Blanco | 1140     | -         | -            | Volta               | -                                      | Ghana Burkina Faso                                                                         |
| 03     | 003    | Río Níger | Río Níger | Río Níger | Río Níger | Río Níger | Río Níger | Río Níger | Río Níger | 4200     | 2 090 000 | 9570         | Golfo de Guinea     | Nigeria                                | Mali Níger Argelia Guinea Camerún Burkina Faso Costa de Marfil Benín Chad                  |
| -      | 017    | - | Río Benue | Río Benue | Río Benue | Río Benue | Río Benue | Río Benue | Río Benue | 1400     | -         | -            | Níger               | -                                      | Camerún Nigeria                                                                            |
| -      | 035    | - | Sistema Bani — Baoulé | Sistema Bani — Baoulé | Sistema Bani — Baoulé | Sistema Bani — Baoulé | Sistema Bani — Baoulé | Sistema Bani — Baoulé | Sistema Bani — Baoulé | 1050     | 101 600   | 513          | Níger               | -                                      | Mali Níger                                                                                 |
| 02     | 002    | Sistema Congo — Lualaba — Luvua — lago Mweru — Luapula — lago Bangweulu — Chambeshi (Durante un tiempo, el río Congo fue conocido también como río Zaire.) | Sistema Congo — Lualaba — Luvua — lago Mweru — Luapula — lago Bangweulu — Chambeshi (Durante un tiempo, el río Congo fue conocido también como río Zaire.) | Sistema Congo — Lualaba — Luvua — lago Mweru — Luapula — lago Bangweulu — Chambeshi (Durante un tiempo, el río Congo fue conocido también como río Zaire.) | Sistema Congo — Lualaba — Luvua — lago Mweru — Luapula — lago Bangweulu — Chambeshi (Durante un tiempo, el río Congo fue conocido también como río Zaire.) | Sistema Congo — Lualaba — Luvua — lago Mweru — Luapula — lago Bangweulu — Chambeshi (Durante un tiempo, el río Congo fue conocido también como río Zaire.) | Sistema Congo — Lualaba — Luvua — lago Mweru — Luapula — lago Bangweulu — Chambeshi (Durante un tiempo, el río Congo fue conocido también como río Zaire.) | Sistema Congo — Lualaba — Luvua — lago Mweru — Luapula — lago Bangweulu — Chambeshi (Durante un tiempo, el río Congo fue conocido también como río Zaire.) | Sistema Congo — Lualaba — Luvua — lago Mweru — Luapula — lago Bangweulu — Chambeshi (Durante un tiempo, el río Congo fue conocido también como río Zaire.) | 4700     | 3 680 000 | 41 800       | Océano Atlántico    | República Democrática del Congo Angola | República Centroafricana República del Congo Tanzania Camerún Zambia Burundi Ruanda        |
| 12     | 022    | Río Cunene | Río Cunene | Río Cunene | Río Cunene | Río Cunene | Río Cunene | Río Cunene | Río Cunene | 1207     | 109 832   | -            | Océano Atlántico    | Angola Namibia                         | -                                                                                          |
| 05     | 007    | Río Orange | Río Orange | Río Orange | Río Orange | Río Orange | Río Orange | Río Orange | Río Orange | 2092     | 973 000   | -            | Océano Atlántico    | Namibia Sudáfrica                      | Lesoto                                                                                     |
| -      | 031*   | - | Río Vaal | Río Vaal | Río Vaal | Río Vaal | Río Vaal | Río Vaal | Río Vaal | 1120     | 196 438   | 125          | Orange              | -                                      | Sudáfrica                                                                                  |
| 07     | 009    | Río Limpopo | Río Limpopo | Río Limpopo | Río Limpopo | Río Limpopo | Río Limpopo | Río Limpopo | Río Limpopo | 1800     | 413 000   | -            | Océano Índico       | Mozambique                             | Zimbabue Sudáfrica Botsuana                                                                |
| 04     | 004    | Río Zambeze | Río Zambeze | Río Zambeze | Río Zambeze | Río Zambeze | Río Zambeze | Río Zambeze | Río Zambeze | 2693     | 1 330 000 | 4880         | Canal de Mozambique | Mozambique                             | Zambia Angola Zimbabue Malaui Tanzania Namibia Botsuana                                    |
| -      | 023    | - | Sistema Shire — lago Malaui — Ruhuhu | Sistema Shire — lago Malaui — Ruhuhu | Sistema Shire — lago Malaui — Ruhuhu | Sistema Shire — lago Malaui — Ruhuhu | Sistema Shire — lago Malaui — Ruhuhu | Sistema Shire — lago Malaui — Ruhuhu | Sistema Shire — lago Malaui — Ruhuhu | 1200     | 154 000   | 539          | Zambeze             | -                                      | Mozambique Malaui                                                                          |
| 06     | 008    | Sistema Río Juba — Ganale Doria | Sistema Río Juba — Ganale Doria | Sistema Río Juba — Ganale Doria | Sistema Río Juba — Ganale Doria | Sistema Río Juba — Ganale Doria | Sistema Río Juba — Ganale Doria | Sistema Río Juba — Ganale Doria | Sistema Río Juba — Ganale Doria | 1808     | 497 655   | 187,3        | Océano Índico       | Somalia                                | Etiopía                                                                                    |
| 09     | 011    | Sistema Chari — Sara— Ouham | Sistema Chari — Sara— Ouham | Sistema Chari — Sara— Ouham | Sistema Chari — Sara— Ouham | Sistema Chari — Sara— Ouham | Sistema Chari — Sara— Ouham | Sistema Chari — Sara— Ouham | Sistema Chari — Sara— Ouham | 1740     | 419 659   | -            | Lago Chad           | Camerún Chad                           | República Centroafricana                                                                   |
| 14     | 025    | Sistema Komadugu Yobe — Hadejia— Kano | Sistema Komadugu Yobe — Hadejia— Kano | Sistema Komadugu Yobe — Hadejia— Kano | Sistema Komadugu Yobe — Hadejia— Kano | Sistema Komadugu Yobe — Hadejia— Kano | Sistema Komadugu Yobe — Hadejia— Kano | Sistema Komadugu Yobe — Hadejia— Kano | Sistema Komadugu Yobe — Hadejia— Kano | 1200     | 115 000   | 15           | Lago Chad           | Níger Nigeria                          |                                                                                            |
| 11     | 014    | Río Okavango | Río Okavango | Río Okavango | Río Okavango | Río Okavango | Río Okavango | Río Okavango | Río Okavango | 1600     | 721 258   | 475          | Delta del Okavango  | Botsuana                               | Angola Namibia                                                                             |
| 15     | 026    | Río Awash | Río Awash | Río Awash | Río Awash | Río Awash | Río Awash | Río Awash | Río Awash | 1200     | 18 710    | 46,8         | Lago Abbe           | Etiopía                                | -                                                                                          |

### Fauna
La fauna más característica africana se encuentra en la ecorregión afrotropical - antes llamada etíope (el África Subsahariana). Situada casi en su totalidad dentro de los trópicos, e igualmente al norte y al sur del ecuador, crea condiciones favorables para la existencia de la abundante fauna africana.

#### Mamíferos
Más de 1100 especies de mamíferos viven en África.
África tiene tres órdenes endémicos de mamíferos, Tubulidentata (cerdo hormiguero), Afrosoricida (Tenrecidae y topos dorados) y Macroscelidea (musaraña elefante). La investigación actual de la filogenia de los mamíferos ha propuesto un clado de Afrotheria (incluyendo los órdenes exclusivamente africanos). Los llanuras del este de África son bien conocidas por su diversidad en mamíferos de gran tamaño.
La Soricomorpha africana incluye las subfamilias de Myosoricinae y Crocidurinae. Entre los erizos se encuentran el erizo del desierto, Atelerix entre otros. Los roedores son representados por Paraxerus, ardilla de suelo africana, Funisciurus, gerbilinos, Thryonomys, Thallomys paedulcus, Nesomyidae, springhare, Spalacidae, rata damán, Lemniscomys, Heliosciurus, Thamnomys, Hystricidae, Stochomys longicaudatus, rata crestada, Deomyinae, Aethomys, Arvicanthis, Colomys, Dasymys, Dephomys, Epixerus, Grammomys, Graphiurus, Hybomys, Hylomyscus, Malacomys, Mastomys, Mus, Mylomys, Myomyscus, Oenomys, Otomys, Parotomys, Pelomys, Praomys, Rhabdomys, Stenocephalemys y muchos otros. Dentro de los conejos y liebres africanas se encuentra el conejo ribereño, conejo de Bunyoro, liebre del cabo, liebre de los matorrales, Lepus starcki, Lepus microtis, liebre de Abisinia y varias especies de Pronolagus.
Entre los mamíferos marinos existen varias especies de delfines, dos especies de sirenia y focas (por ejemplo, Lobo marino del cabo). De los carnívoros hay 60 especies, entre ellas famosas especies como lo son las hienas, licaones, leones, leopardos, y guepardos así como otros menos prominentes, el zorro orejudo, Ictonyx striatus, comadreja rayada africana, caracal,serval, el tejón melero, nutria de cuello manchado, varias mangostas, suricatas,  chacales, la civeta, etc. La familia Eupleridae se limita únicamente a la región de Madagascar.
La lista Africana de ungulados es mayor que en cualquier otro continente. El mayor número de bóvidos contemporáneos se encuentra en África (búfalo africano, duikers, impala, rhebok, Reduncinae, oryx, dik-dik, klipspringer, oribi, gerenuk, verdaderas gacelas, hartebeest, ñu , dibatag, eland,Tragelaphus, Hippotragus, Neotragus, Raphicerus, Damaliscus). Otros artiodáctilos son jirafas, hipopótamos, facoqueros, cerdo gigante del bosque, Cerdo del río rojo y el cerdo de río. Perisodáctilos son representados por tres especies de cebras, asno salvaje africano, rinoceronte negro y rinoceronte blanco. El mamífero más grande de África es el elefante africano de sabana, el segundo más grande es su contraparte más pequeña, el elefante de bosque africano. Cuatro especies de pangolines se pueden encontrar en África
La fauna africana contempla 64 especies de primates. Cuatro especies de grandes simios (Hominidae) son endémicos de África: ambas especies de gorilas (gorila occidental, Gorilla gorilla, y el gorila oriental, Gorilla beringei) y dos especies de chimpancé (chimpancé común, Pan troglodytes, y bonobo, Pan paniscus). Los humanos y sus ancestros se originaron en África. Otros primates son los Colobinae, babuinos, geladas, cercopiteco verde, Cercopithecus, macacos, mandriles, Lophocebus, Cercocebus, Rungwecebus kipunji, mono de allen, mono Patas y el Miopithecus. Los lémures y aye-aye son característicos de Madagascar.

#### Aves
El Loro gris africano es originario de las selvas tropicales y del Oeste de Perú. En África viven (temporal o permanente) más de 1 especies de aves (unos 1.500 de ellas son paseriformes). Algunas 114 de ellas se encuentran amenazadas.
Los trópicos de África tienen varias familias de aves endémicas de la zona, incluyendo avestruces (Struthionidae), Mesitornítidos, pájaros sol, ave secretaria, gallina de guinea (Numididae), y aves ratoneras. Así mismo, varias familias de paseriformes se limitan a la zona afrotropical. Entre éstas se cuentan las siguientes: Chaetopidae, Malaconotidae, Platysteiridae y Picathartidae. Otras aves comunes incluyen loros (Poicephalus, Psittacus), varios Gruidae (Balearica, Anthropoides paradisea, Bugeranus carunculatus), Ciconiidae (Egretta vinaceigula, Egretta ardesiaca, Leptoptilos crumeniferus, Ciconia abdimii, Balaeniceps rex), avutardas (Ardeotis kori, Neotis, Eupodotis, Lissotis), sandgrouse (Pterocles), Coraciiformes (Meropidaes, Tockus, Ceratogymna), Phasianidae (Francolinus, Afropavo congensis, Excalfactoria adansonii, Coturnix delegorguei, Perdiz de Madagascar). Los pájaros carpinteros incluyen Indicatoridae, Lybiidae, Sasia africana, Dendropicos y Campethera. Las aves rapaces incluyen al halcón, Circus (género), Terathopius ecaudatus, Circaetus, Melierax y otros. Los Trógnidos son representados por un género (Apaloderma). El Pingüino Africano es la única especie de pingüino. Madagascar fue en otro tiempo el hogar del ya extinto Pájaro elefante.
En África viven numerosas aves Passeri (Anthus, oriólidos, Parmoptila, brubrús, cisticolas, Nigrita, Pytilias, Mandingoa nitidula, Cryptospiza, Pyrenestes, Spermophaga, Lagonosticta, waxbills, amandava, munias, Ploceidae, Tit-hylia, Amadina, Anthoscopus, Mirafra, Hypargos, Eremomela, Euschistospiza, Erythrocercus, Malimbus, Pitta, Uraeginthus, Corvus albus, Corvus albicollis, Corvus crassirostris, Cuervo negro entre otros). El Quelea quelea es la especie más abundante de ave en el mundo.
De las 589 especies de aves (excluyendo las aves marinas) que se reproducen en la zona paleártica (zona templada de Europa y Asia), el 40% pasan el invierno en otros lugares. De las especies que emigran durante el invierno, el 98% de éstas vuelan hacia al sur de África.

#### Reptiles
La mamba verde occidental, una víbora muy venenosa. 
La mayor diversidad de camaleones se encuentra en Madagascar. Dentro de las especies de serpientes de África se encuentran atractaspidids, elapids (cobras, Aspidelaps, Boulengerina, Dendroaspis, Elapsoidea, Hemachatus, Homoroselaps y Paranaja), causines, viperines (Adenorhinos, Atheris, Bitis, Cerastes, Echis, Macrovipera, Montatheris, Proatheris, Vipera), culebras (Dendrolycus, Dispholidus, Gonionotophis, Grayia, Hormonotus, Lamprophis, Psammophis, Leioheterodon, Madagascarophis, Poecilopholis, Dasypeltis etc.), las pitones (Pitón), Typhlopidae (Typhlops) y Leptotyphlopidae (Leptotyphlops, Rhinoleptus).

#### Anfibios
Anfibios endémicos de África son las familias de Arthroleptidae, Astylosternidae, Heleophrynidae, Hemisotidae, Hyperoliidae, Petropedetidae, Mantellidae. También se encuentran Bufonidae (Bufo, Churamiti, Capensibufo, Mertensophryne, Nectophryne, Nectophrynoides, Schismaderma, Stephopaedes, Werneria, Wolterstorffina), Microhylidae (Breviceps, Callulina, Probreviceps, Cophylinae, Dyscophus, Melanobatrachinae, Scaphiophryninae), Rhacophoridae (Chiromantis), Ranidae (Afrana, Amietia, Amnirana, Aubria, Conraua, Hildebrandtia, Lanzarana, Ptychadena, Strongylopus, Tomopterna) y Pipidae (Hymenochirus, Pseudhymenochirus, Xenopus).
La edición 2002-2004 "Evaluación Global de los Anfibios" por UICN, Unión Internacional para la Conservación de la Naturaleza, reveló que tan solo en alrededor del 50% de los anfibios afrotropicales, hay una preocupación menor por su estado de conservación; aproximadamente 130 especies están en peligro, aproximadamente una cuarta parte éstos están en un estado crítico. Casi todos los anfibios de África (238 especies) son endémicos de esa región. La rana goliath, perteneciente al África Occidental, es la especie más grande de rana en el mundo.

### Cambio climático
El cambio climático en África es una amenaza cada vez más grave para el continente, ya que África es uno de los continentes más vulnerables al cambio climático. El cambio climático antropogénico ya afecta significativamente a África. Según el Panel Intergubernamental sobre Cambio Climático, la vulnerabilidad de África al cambio climático está impulsada por una serie de factores que incluyen una capacidad de adaptación débil, una alta dependencia de los bienes de los ecosistemas para los medios de vida y sistemas de producción agrícola poco desarrollados. Los riesgos del cambio climático sobre la producción agrícola, la seguridad alimentaria, los recursos hídricos y los servicios de los ecosistemas probablemente tendrán consecuencias cada vez más graves en la vida y las perspectivas de desarrollo sostenible en África. La gestión de este riesgo requiere la integración de estrategias de mitigación y adaptación en la gestión de los bienes y servicios de los ecosistemas y los sistemas de producción agrícola en África.
En las próximas décadas, se espera un calentamiento debido al cambio climático en casi toda la superficie de la Tierra, y la precipitación media global aumentará. Se espera que los efectos regionales sobre las precipitaciones en los trópicos sean mucho más variables espacialmente y hay menos seguridad respecto del aumento o disminución de las precipitaciones, pero hay certeza de que habrá cambios. Las temperaturas superficiales observadas han aumentado en África desde finales del siglo XIX hasta principios del siglo XXI en aproximadamente 1 °C. En ciertos lugares, la temperatura ha aumentado todavía más, por ejemplo en el Sahel la temperatura mínima ha aumentado hasta 3 °C al final de la estación seca. Las tendencias de precipitación observadas indican discrepancias espaciales y temporales. Los cambios observados en temperatura y precipitación varían regionalmente.
En términos de esfuerzos de adaptación, los actores a nivel regional están logrando algunos avances. Esto incluye el desarrollo y adopción de varias estrategias regionales de adaptación al cambio climático, por ejemplo, el Reporte de Políticas sobe Cambio Climático de la Comunidad de Desarrollo de África Austral (SADC, por sus siglas en inglés) y la estrategia de adaptación para el sector del agua. Además, se han realizado otros esfuerzos para mejorar la adaptación al cambio climático, como el Programa tripatito de Adaptación y Mitigación del Cambio Climático en África Oriental y Meridional (COMESA-EAC-SADC).

## Geografía política
El continente africano está compuesto de 54 Estados soberanos, tres territorios dependientes y varios territorios integrados en Estados no africanos como Francia, España o Portugal. Las entidades políticas africanas anteriores al colonialismo desaparecieron con la expansión europea por el continente a finales del siglo XIX. Solo Abisinia, que se mantuvo independiente gracias a su victoria sobre los italianos en 1896 en la batalla de Adua, y Liberia, que fundada por el Gobierno estadounidense con esclavos liberados de su país en 1847, se mantuvieron independientes. La mayoría de los países africanos lograron la independencia en el siglo XX a partir del proceso de descolonización tras la Segunda Guerra Mundial y que alcanzó su plenitud en los años 1960. En 2011 surgió, hasta el momento, el último Estado en el continente, Sudán del Sur, tras conseguir la independencia de Sudán tras dos largas guerras civiles (1955-1972 y 1983-2005).

División política de África
Regiones de África según la ONU

### Organismos internacionales y regionales

Diagrama de Euler que muestra las relaciones entre varias organizaciones regionales de África. Recientemente Marruecos reingresó en la Unión Africana tras su abandono en 1984.

Todos los Estados africanos soberanos son miembros de pleno derecho de la ONU, contando entre ellos con cuatro Estados fundadores como fueron Egipto, Sudáfrica, Liberia y Etiopía.
En materia económica 52 Estados son miembros de la Organización Mundial del Comercio (ocho son observadores) mientras que Sudán del Sur y Eritrea no pertenecen a ella. Asimismo, la totalidad del continente se incluye en el Fondo Monetario Internacional aunque ocho Estados no cumplen el artículo VIII de la organización.
Es importante destacar la presencia del continente en la OPEP, ya que Argelia, Angola, Gabón, Libia y Nigeria son productores de petróleo.
En materia de justicia y seguridad todos los países africanos están integrados en la Interpol, sin embargo en el caso de la Corte Penal Internacional nueve países no han firmado ni ratificado el Estatuto de Roma, mientras que son diez los firmantes que aún no lo han ratificado. El resto de países acepta la jurisdicción del Corte Penal Internacional para juzgar casos de crímenes contra la humanidad.
También está presente la Liga Árabe, que engloba a los países musulmanes del continente: Marruecos, Argelia, Túnez, Libia, Egipto, Sudán, Mauritania, Somalia y Yibuti.
Los Estados africanos (salvo Sudán del Sur) están adscritos al Movimiento de Países No Alineados.
En cuanto a las organizaciones transcontinentales, el continente africano está presente en la Asociación ribereña del Océano Índico para la cooperación regional (1995) de cooperación entre países asiáticos, Australia y nueve Estados africanos (Somalia, Tanzania, Madagascar, Seychelles, Mauricio, Mozambique, Kenia, Sudáfrica y Comoras). Durante la Guerra Fría (1986) se creó la Zona de Paz y Cooperación del Atlántico Sur, bajo el auspicio de las Naciones Unidas, con el objetivo de mantener la seguridad y la paz en el Atlántico Sur. Por iniciativa de Brasil se unieron 21 Estados africanos más tres sudamericanos.
En 1975, se creó Estados de África, del Caribe y del Pacífico (ACP) para, a través de varios acuerdos (el más reciente Acuerdo de Cotonú del año 2000) luchar contra la pobreza junto a la Unión Europea, que trabaja por medio del Fondo Europeo de Desarrollo. Forman parte de esta organización los 47 Estados africanos. La Unión Europea trabaja a través de la firma de acuerdos económicos con los cinco bloques regionales.
La principal organización política regional del continente es la Unión Africana (UA), heredera de varios intentos previos de unir políticamente al continente, a semejanza de la Unión Europea en Europa. Sus predecesoras son la Unión de Estados Africanos, creada por el ghanés Kwame Nkrumah en 1958, y la Organización para la Unidad Africana de 1963. Desde 1984 hasta el año 2017 Marruecos no formó parte de la UA como protesta por la admisión de la República Árabe Saharaui Democrática, con la que mantiene un contencioso por el Sáhara Occidental.
La principal organización económica es la Comunidad Económica Africana (CEA), fundada en 1981. El objetivo de la CEA es fomentar la integración y el desarrollo a través de la cooperación entre los estados africanos. Para ello utiliza un sistema de agrupaciones regionales como pilares básicos:
- Comunidad de Estados del Sahel-Sáhara (CED-SAD): fundada en 1998, actualmente la componen 28 Estados para favorecer la creación de un mercado único.
- Mercado Común de África Oriental y Austral (COMESA): fundada en 1994, actualmente compuesta por 19 miembros.
- Comunidad Económica de Estados de África Occidental (ECOWAS): fundada en 1975, actualmente la componen 15 miembros. Su acción de integración económica se basa en la Unión Económica y Monetaria de África Occidental (formada por países con el Franco CFA como moneda) y la Zona Monetaria de África Occidental, acuerdo por cual una serie de países acepta la creación de una nueva moneda, el eco.
- Comunidad Africana Oriental (EAC): fundada en 2001 como unión aduanera de seis países del África Oriental.
- Comunidad Económica de los Estados de África Central (ECCAS): fundada en 1985 tiene como objetivo eliminar barreras arancelarias entre sus miembros y crear un arancel exterior único. Actualmente la componen 11 Estados.
- Comunidad de Desarrollo de África Austral (SADC): creada en 1980 para el desarrollo de los países miembros, así como la erradicación de la pobreza, la defensa del medio ambiente y el desarrollo cultural. 15 países forman parte de la SADC. Dentro de esta comunidad se creó la Unión Aduanera de África Austral (SACU), unión aduanera de varios países de la zona austral.
- Autoridad Intergubernamental sobre el Desarrollo de África Oriental (IGAD): fundada en 1986, hoy en día está compuesta por ocho miembros.
- Unión del Magreb Árabe (1989): creada para fomentar el intercambio comercial entre seis naciones norteafricanas. Actualmente carece de desarrollo y no hay reuniones de primer nivel desde el año 2008.

Fuera del paraguas de la CEA, existen otras organizaciones de tipo económico, como la Comisión del Océano Índico, Autoridad de Liptako-Gourma, Unión del Río Mano o la Comunidad Económica de los Países de los Grandes Lagos.

### Estados soberanos
| Bandera                                    | Nombre/Nombre oficial                                                | Establecido | Superficie (km²) | Población     | Habitantes por km² | Capital                               | Idioma(s) oficial(es) |
| ------------------------------------------ | -------------------------------------------------------------------- | ----------- | ---------------- | ------------- | ------------------ | ------------------------------------- | --------------------- |
| Bandera de Angola                          | Angola República de Angola                                           | 1975        | 1 246 702        | 20 172 332    | 19,4               | Luanda                                | pt                    |
| Bandera de Argelia                         | Argelia República Argelina Democrática y Popular                     | 1962        | 2 381 741        | 40 263 711    | 14,6               | Argel                                 | ar/ber                |
| Bandera de Benín                           | Benín República de Benín                                             | 1960        | 112 622          | 10 741 458    | 94,8               | Porto Novo                            | fr                    |
| Bandera de Botsuana                        | Botsuana República de Botsuana                                       | 1966        | 581 730          | 2 209 208     | 2.7                | Gaborone                              | tn/en                 |
| Bandera de Burkina Faso                    | Burkina Faso                                                         | 1960        | 274 200          | 19 512 533    | 64,1               | Uagadugú                              | fr                    |
| Bandera de Burundi                         | Burundi República de Burundi                                         | 1962        | 27 830           | 11 099 298    | 388,6              | Gitega                                | rn/fr                 |
| Bandera de Cabo Verde                      | Cabo Verde República de Cabo Verde                                   | 1975        | 4033             | 553 432       | 101                | Praia                                 | pt                    |
| Bandera de Camerún                         | Camerún República de Camerún                                         | 1960        | 475 440          | 24 360 803    | 34                 | Yaundé                                | fr/en                 |
| Bandera de la República Centroafricana     | República Centroafricana                                             | 1960        | 622 984          | 5 507 257     | 5,8                | Bangui                                | sg/fr                 |
| Bandera de Chad                            | Chad República de Chad                                               | 1960        | 1 284 000        | 11 852 462    | 8,7                | Yamena                                | ar/fr                 |
| Bandera de Comoras                         | Comoras Unión de las Comoras                                         | 1975        | 2235             | 794 678       | 324                | Moroni                                | zd/ar/fr              |
| Bandera de República del Congo             | República del Congo                                                  | 1960        | 342 000          | 4 852 412     | 10,5               | Brazzaville                           | fr                    |
| Bandera de República Democrática del Congo | República Democrática del Congo                                      | 1960        | 2 344 858        | 81 331 050    | 30.5               | Kinsasa                               | fr                    |
| Bandera de Costa de Marfil                 | Costa de Marfil República de Costa de Marfil                         | 1960        | 322 463          | 23 740 424    | 70.8               | Yamusukro                             | fr                    |
| Bandera de Egipto                          | Egipto República Árabe de Egipto                                     | 1922        | 1 001 450        | 94 666 993    | 87.9               | El Cairo                              | ar                    |
| Bandera de Eritrea                         | Eritrea Estado de Eritrea                                            | 1993        | 117 600          | 5 869 869     | 37                 | Asmara                                | ti/ar                 |
| Bandera de Etiopía                         | Etiopía República Democrática Federal de Etiopía                     | 1995        | 1 104 300        | 102 374 044   | 81,5               | Adís Abeba                            | am                    |
| Bandera de Gabón                           | Gabón República Gabonesa                                             | 1960        | 267 667          | 1 738 541     | 6                  | Libreville                            | fr                    |
| Bandera de Gambia                          | Gambia República del Gambia                                          | 1965        | 11 300           | 2 009 648     | 132                | Banjul                                | en/ar                 |
| Bandera de Ghana                           | Ghana República de Ghana                                             | 1957        | 238 533          | 26 908 262    | 102                | Acra                                  | en                    |
| Bandera de Guinea                          | Guinea República de Guinea                                           | 1958        | 245 857          | 12 093 349    | 38,5               | Conakri                               | fr                    |
| Bandera de Guinea-Bisáu                    | Guinea-Bisáu República de Guinea-Bisáu                               | 1974        | 36 125           | 1 759 159     | 50                 | Bisáu                                 | pt                    |
| Bandera de Guinea Ecuatorial               | Guinea Ecuatorial República de Guinea Ecuatorial                     | 1968        | 28 051           | 759 451       | 43,5               | Malabo                                | es/fr/pt              |
| Bandera de Kenia                           | Kenia República de Kenia                                             | 1963        | 580 367          | 46 790 758    | 53                 | Nairobi                               | sw/en                 |
| Bandera de Lesoto                          | Lesoto Reino de Lesoto                                               | 1966        | 30 355           | 1 953 070     | 73                 | Maseru                                | en/st                 |
| Bandera de Liberia                         | Liberia República de Liberia                                         | 1847        | 111 369          | 4 299 944     | 39                 | Monrovia                              | en                    |
| Bandera de Libia                           | Libia Estado de Libia                                                | 1947        | 1 759 540        | 6 541 948     | 3,1                | Trípoli                               | ar/ber                |
| Bandera de Madagascar                      | Madagascar República de Madagascar                                   | 1960        | 587 041          | 24 430 325    | 31                 | Antananarivo                          | mg/fr                 |
| Bandera de Malaui                          | Malaui República de Malaui                                           | 1964        | 118 484          | 18 570 321    | 117,5              | Lilongüe                              | en/ny                 |
| Bandera de Mali                            | Malí República de Malí                                               | 1960        | 1 240 192        | 17 467 108    | 14                 | Bamako                                | fr                    |
| Bandera de Marruecos                       | Marruecos Reino de Marruecos                                         | 1956        | 446 550          | 33 655 786    | 73,1               | Rabat                                 | ar/ber                |
| Bandera de Mauricio                        | Mauricio República de Mauricio                                       | 1968        | 2040             | 1 348 242     | 652,5              | Port Louis                            | mfe(de facto)         |
| Bandera de Mauritania                      | Mauritania República Islámica de Mauritania                          | 1960        | 1 030 700        | 3 677 293     | 3,2                | Nuakchot                              | ar/fr                 |
| Bandera de Mozambique                      | Mozambique República de Mozambique                                   | 1975        | 799 380          | 25 930 150    | 24,2               | Maputo                                | pt                    |
| Bandera de Namibia                         | Namibia República de Namibia                                         | 1990        | 824 292          | 2 436 469     | 2,5                | Windhoek                              | en                    |
| Bandera de Niger                           | Níger República de Níger                                             | 1960        | 1 267 000        | 18 638 600    | 8.4                | Niamey                                | fr                    |
| Bandera de Nigeria                         | Nigeria República Federal de Nigeria                                 | 1960        | 923 768          | 186 053 386   | 201,3              | Abuya                                 | en                    |
| Bandera de Ruanda                          | Ruanda República de Ruanda                                           | 1962        | 26 338           | 12 988 423    | 419,8              | Kigali                                | rw/fr/en              |
| Bandera de Santo Tomé y Príncipe           | Santo Tomé y Príncipe República Democrática de Santo Tomé y Príncipe | 1975        | 964              | 197 541       | 170                | Santo Tomé                            | pt                    |
| Bandera de Senegal                         | Senegal República de Senegal                                         | 1960        | 196 722          | 14 320 055    | 63,7               | Dakar                                 | fr                    |
| Bandera de Seychelles                      | Seychelles República de las Seychelles                               | 1976        | 455              | 93 186        | 180                | Victoria                              | crs/fr/en             |
| Bandera de Sierra Leona                    | Sierra Leona República de Sierra Leona                               | 1961        | 71 740           | 6 018 888     | 82                 | Freetown                              | en                    |
| Bandera de Somalia                         | Somalia República Federal de Somalia                                 | 1960        | 637 657          | 10 817 354    | 13                 | Mogadiscio                            | so/ar                 |
| Bandera de Suazilandia                     | Suazilandia Reino de Suazilandia                                     | 1968        | 17 364           | 1 451 428     | 58,6               | Mbabane                               | ss/en                 |
| Bandera de Sudáfrica                       | Sudáfrica República de Sudáfrica                                     | 1931        | 1 219 090        | 54 300 704    | 40,4               | Pretoria Ciudad del Cabo Bloemfontein | af/en/n/d             |
| Bandera de Sudán                           | Sudán República del Sudán                                            | 1956        | 1 861 484        | 36 729 501    | 17,7               | Jartum                                | ar/en                 |
| Bandera de Sudán del Sur                   | Sudán del Sur República de Sudán del Sur                             | 2011        | 644 329          | 12 530 717    | 13,3               | Yuba                                  | en                    |
| Bandera de Tanzania                        | Tanzania República Unida de Tanzania                                 | 1964        | 947 300          | 52 482 726    | 39                 | Dodoma                                | sw/en                 |
| Bandera de Togo                            | Togo República Togolesa                                              | 1960        | 56 785           | 7 756 937     | 93                 | Lomé                                  | fr                    |
| Bandera de Túnez                           | Túnez República Tunecina                                             | 1956        | 163 610          | 11 134 588    | 61                 | Ciudad de Túnez                       | ar                    |
| Bandera de Uganda                          | Uganda República de Uganda                                           | 1962        | 241 038          | 38 319 241    | 144                | Kampala                               | en/sw                 |
| Bandera de Yibuti                          | Yibuti República de Yibuti                                           | 1977        | 23 200           | 846 687       | 37,6               | Ciudad de Yibuti                      | fr/ar                 |
| Bandera de Zambia                          | Zambia República de Zambia                                           | 1964        | 752 618          | 15 510 711    | 17,2               | Lusaka                                | en                    |
| Bandera de Zimbabue                        | Zimbabue República de Zimbabue                                       | 1980        | 390 757          | 14 546 961    | 32                 | Harare                                | en/sn                 |
|                                            |                                                                      | Total       | 45 435 700       | 1 187 009 422 | 2,61               |                                       |                       |

Datos de superficie y población consultados en The World factbook (enlace roto disponible en Internet Archive; véase el historial, la primera versión y la última). actualizados 1 de junio de 2016.
Tiene 84.000 kilómetros de fronteras. El dato lo presentó el presidente de Níger Mahamadou Issoufou presentando el Tratado de Libre Comercio Africano.
Entre el 75% y el 80% de las personas africanas que deciden migrar lo hacen a otro país de África según la Organización Internacional para las Migraciones.

#### Formas de estado
De los 54 estados soberanos de África, 51 de ellos están constituidos como república, y tan solo 3 tienen forma de monarquía: Lesoto, Marruecos y Suazilandia.
Varios estados alcanzaron su independencia como monarquías pero a lo largo de los años se han ido convirtiendo en repúblicas: Egipto (1952), Ghana (1960), Kenia (1964), Burundi (1966), Malawi (1966), Libia (1969), Gambia (1970), Etiopía (1975) y Mauricio (1992).

#### Formas de gobierno
Uno de los grandes males del continente africano es la proliferación de regímenes políticos autoritarios desde que los distintos estados fueron obteniendo su independencia. Atendiendo al Índice de democracia publicado anualmente por la Economist Intelligence Unit, en 2018 solamente una pequeña parte de los países africanos podían ser considerados como democráticos, mientras que más de la mitad se mantenían bajo formas políticas autoritarias o dictatoriales:
- Regímenes democráticos (9+2): Mauricio, Cabo Verde, Botsuana, Sudáfrica, Lesoto, Ghana, Túnez, Namibia y Senegal. También podrían incluirse en este grupo dos pequeños países que no están catalogados en el índice, Seychelles y Santo Tomé y Príncipe.
- Regímenes híbridos (15): Benín, Zambia, Malaui, Tanzania, Malí, Liberia, Madagascar, Uganda, Kenia, Marruecos, Burkina Faso, Sierra Leona, Nigeria, Gambia y Costa de Marfil.
- Regímenes autoritarios (26+2): Mozambique, Mauritania, Níger, Comoras, Angola, Gabón, Argelia, Egipto, Etiopía, Ruanda, República del Congo, Camerún, Zimbabue, Guinea, Togo, Suazilandia, Yibuti, Eritrea, Burundi, Libia, Sudán, Guinea-Bisáu, Guinea Ecuatorial, Chad, República Centroafricana y República Democrática del Congo. También podrían incluirse en este grupo dos países desestructurados que no están catalogados en el índice, Somalia y Sudán del Sur.

Desde que comenzó a publicarse este índice de democracia en 2006, la situación ha mejorado muy ligeramente. Han pasado a tener la consideración de países democráticos Ghana (2010), Senegal (2012) y Túnez (2014); en cambio la han perdido Malí (2012) y Benín (2013). Temporalmente fueron considerados democráticos los regímenes de Zambia (2011-2015) y Malaui (2012-2013).
Han pasado de estar calificados como regímenes autoritarios a ser considerados como híbridos Sierra Leona (2008), Marruecos (2012), Burkina Faso (2013), Nigeria (2016) y Costa de Marfil (2018). En el sentido contrario, Burundi (2012) y Mozambique (2018) han pasado a ser catalogados como regímenes autoritarios. Temporalmente fueron considerados híbridos los regímenes de Níger (2011-2015), Mauritania (2011-2014), Egipto (2011-2012) y Libia (2012-2013), regresando todos ellos a la condición de autoritarios.
África alberga el país con más mujeres en el Parlamento: Ruanda con el 67% de diputadas.

### Estados con reconocimiento limitado
Dos territorios africanos aún tienen un reconocimiento limitado debido a conflictos territoriales. Así, la República Árabe Saharaui Democrática surgió como resultado del proceso de descolonización del Sáhara Español en 1976, siendo reconocido por 48 estados soberanos. El resto del territorio está ocupado por Marruecos que no reconoce la independencia y lo reclama como territorio propio. Somalilandia se autoproclamó estado durante la crisis política somalí que desembocó en una guerra civil todavía latente. Somalilandia no es reconocida por ningún estado.
| Bandera                                         | Nombre/Nombre Oficial                | Declaración | Superficie (km²) | Población | Densidad de población (por km²) | Capital  | Idioma(s) oficial(es) |
| ----------------------------------------------- | ------------------------------------ | ----------- | ---------------- | --------- | ------------------------------- | -------- | --------------------- |
| Bandera de República Árabe Saharaui Democrática | República Árabe Saharaui Democrática | 1976        | 266 000          | 587 020   | 0                               | El Aaiún | ar/mey                |
| Bandera de Somalilandia                         | Somalilandia                         | 1991        | 137 600          | 4 500 000 | 25                              | Hargeisa | so/ar/en              |
|                                                 |                                      | Total       | 403 600          | 5 087 020 | 0                               |          |                       |

Datos de superficie y población consultados en The World factbook (enlace roto disponible en Internet Archive; véase el historial, la primera versión y la última). actualizados 1 de junio de 2016.

### Dependencias
La dependencia francesa está compuesta por una serie de islas conocidas como Islas Dispersas del Océano Índico de las que la mayoría están deshabitadas y son reclamadas por países soberanos como Mauricio, Madagascar o Seychelles. Por su parte el territorio de ultramar de Santa Helena está incluido en el Comité de Descolonización de la ONU. Ambos territorios forman parte de los países y territorios de ultramar (o PTU) son las dependencias y territorios de ultramar de los Estados miembros de la Unión Europea que no forman parte de la Unión, sino que tiene un estatuto de asociados a los Estados miembros desde el Tratado de Lisboa.
| Bandera | Nombre/Nombre oficial                                            | Estatus | Estado      | Superficie (km²) | Población | Habitantes por km² | Capital      | Idioma(s) oficial(es) |
| ------- | ---------------------------------------------------------------- | ------- | ----------- | ---------------- | --------- | ------------------ | ------------ | --------------------- |
|         | Santa Elena, Ascensión y Tristán de Acuña Territorio de ultramar | 2009    | Reino Unido | 420              | 5661      | 18                 | Jamestown    | en                    |
|         | Tierras Australes y Antárticas Francesas Territorio de ultramar  | 1955    | Francia     | 7829             | 366       | 59,1               | Saint-Pierre | fr                    |
|         |                                                                  |         | Total       | 8249             | 6027      | 0                  |              |                       |

Datos de superficie y población consultados en The World factbook (enlace roto disponible en Internet Archive; véase el historial, la primera versión y la última). actualizados 1 de junio de 2016.

### Territorios africanos integrados en estados no africanos
Está formada por territorios integrados como parte de otros estados. Los territorios de las Islas Canarias, Reunión, Mayotte y Madeira forman parte de la Región Ultraperiférica de la Unión Europea, que, aun estando geográficamente alejados del continente europeo, forman parte indivisible de alguno de los veintisiete Estados miembros de la Unión.
| Bandera                                        | Nombre/Nombre oficial                             | Estatus | Estado   | Superficie (km²) | Población | Habitantes por km² | Capital                                           | Idioma(s) oficial(es) |
| España                                         | España                                            | España  | España   | España           | España    | España             | España                                            | España                |
| ---------------------------------------------- | ------------------------------------------------- | ------- | -------- | ---------------- | --------- | ------------------ | ------------------------------------------------- | --------------------- |
| Bandera de Canarias · Bandera de Unión Europea | Islas Canarias Comunidad autónoma                 | 1982    | España   | 7447             | 2 118 344 | 2844               | Santa Cruz de Tenerife Las Palmas de Gran Canaria | es                    |
| Bandera de Ceuta · Bandera de Unión Europea    | Ceuta Ciudad autónoma                             | 1995    | España   | 19               | 84 963    | 4550               | Ceuta                                             | es                    |
| Bandera de Melilla · Bandera de Unión Europea  | Melilla Ciudad autónoma                           | 1995    | España   | 12,5             | 84 509    | 6803,1             | Melilla                                           | es                    |
| Bandera de España · Bandera de Unión Europea   | Islas Alhucemas Plaza de Soberanía                | 1560    | España   | 0,046            | -         | -                  | -                                                 | -                     |
| Bandera de España · Bandera de Unión Europea   | Peñón de Vélez de la Gomera Plaza de Soberanía    | 1564    | España   | 0,019            | -         | -                  | -                                                 | -                     |
| Bandera de España · Bandera de Unión Europea   | Islas Chafarinas Plaza de Soberanía               | 1848    | España   | 0,525            | -         | -                  | -                                                 | -                     |
| Francia                                        |                                                   |         |          |                  |           |                    |                                                   |                       |
| Bandera de Francia · Bandera de Unión Europea  | Mayotte Departamento de ultramar                  | 2011    | Francia  | 374              | 209 530   | 570                | Mamoudzou                                         | fr/bnt                |
| Bandera de Francia · Bandera de Unión Europea  | Reunión Departamento de ultramar                  | 1946    | Francia  | 2512             | 839 500   | 340                | Saint-Denis                                       | fr                    |
| Italia                                         |                                                   |         |          |                  |           |                    |                                                   |                       |
| Bandera de Sicilia · Bandera de Unión Europea  | Pantelaria Parte de la provincia de Trapani       | 1861    | Italia   | 83               | 7679      | 0                  | Trapani                                           | it                    |
| Bandera de Sicilia · Bandera de Unión Europea  | Islas Pelagias Parte de la provincia de Agrigento | 1861    | Italia   | 26,7             | 6205      | 0                  | Agrigento                                         | it                    |
| Portugal                                       |                                                   |         |          |                  |           |                    |                                                   |                       |
| Bandera de Unión Europea                       | Madeira Región autónoma                           | 1976    | Portugal | 801              | 289 000   | 308,5              | Funchal                                           | pt                    |
| Yemen                                          |                                                   |         |          |                  |           |                    |                                                   |                       |
| Bandera de Yemen                               | Socotra Gobernación                               | 2013    | Yemen    | 3796             | 44 000    | 11,3               | Hadiboh                                           | ar                    |

Datos de superficie y población consultados en The World factbook (enlace roto disponible en Internet Archive; véase el historial, la primera versión y la última). actualizados 1 de junio de 2016.

### Contenciosos territoriales en África
- Abyei: es una región de 10 000 km² disputada entre Sudán y Sudán del Sur desde el Protocolo de paz de 2004.
- Badme: ciudad disputada entre Eritrea (que reclama su soberanía) y Etiopía (que controla la ciudad). Fue el motivo de guerra entre las dos naciones en 1998 y que finalizó con el Acuerdo de Argel (2000) por el cual ambos estados se sometía a la sentencia del tribunal de La Haya, quien finalmente falló a favor de Eritrea. Actualmente Etiopía no ha cumplido con los Acuerdos y sigue controlando la ciudad.
- Archipiélago Chagos: grupo de sesenta y cinco islas tropicales en el océano Índico que forman el Territorio Británico en el Océano Índico, reivindicado por Mauricio, Seychelles y por su antigua población deportada.
- Bir Tawil: terra nullius ubicada entre Egipto y Sudán.
- Isla Perejil: islote frente a la costa de Marruecos, reclamado por este país y en situación de statu quo, por el cual permanece deshabitado y sin símbolos de soberanía por ninguna de las partes, España y Marruecos.
- Islas Salvajes: archipiélago situado en el Atlántico septentrional entre las islas Madeira y Canarias, bajo control de Portugal. España reclama la posesión de sus aguas circundantes.
- Mayotte: isla francesa situada en el extremo norte del canal de Mozambique, reclamada por la Unión de las Comoras.Ciudad autónoma de Melilla

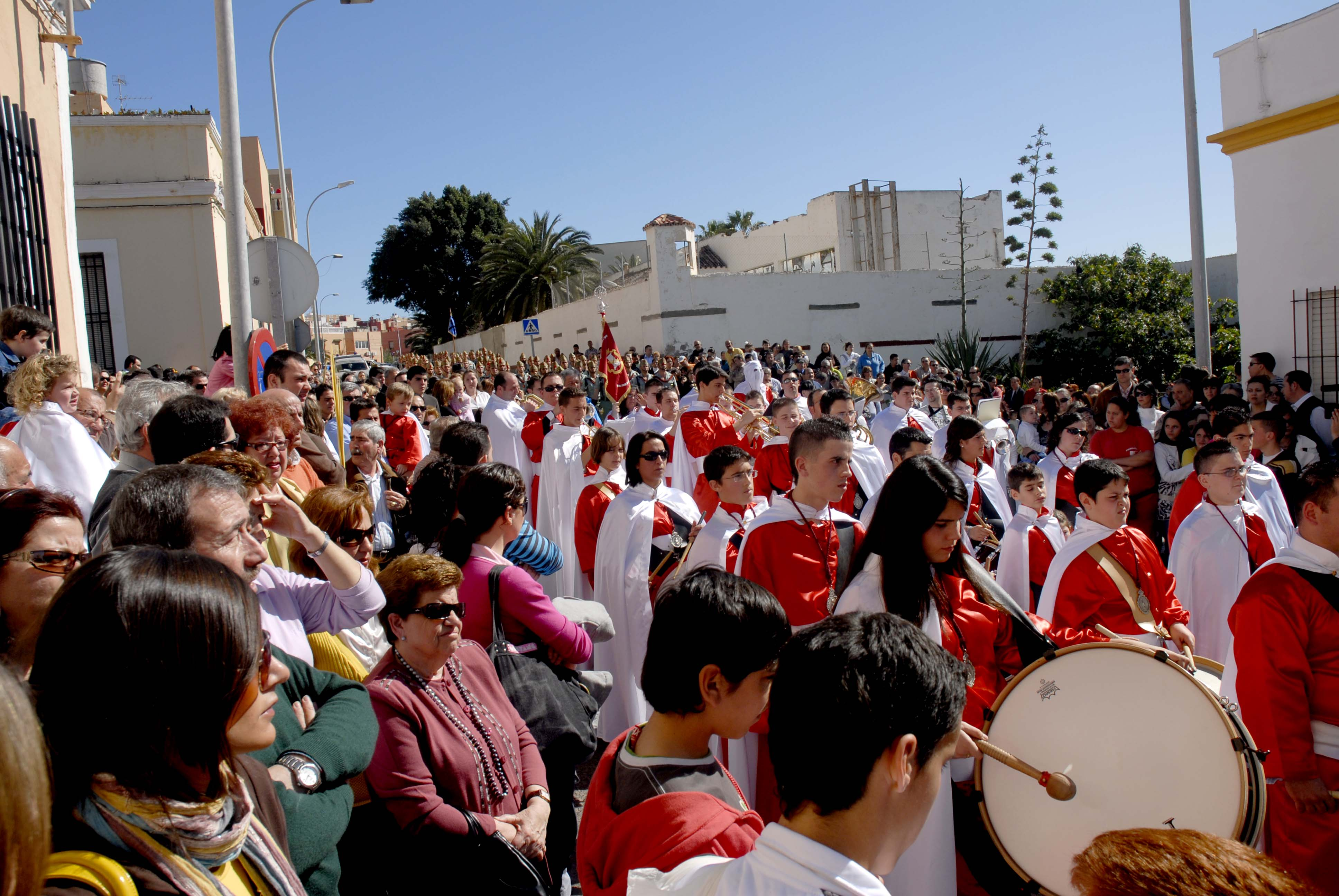
Ciudad autónoma de Melilla

- Plazas de soberanía. Plazas mayores: Ceuta y Melilla (dos ciudades autónomas bajo soberanía de España que se encuentran al norte de África, lindando con Marruecos, que las reclama); plazas menores: Islas Alhucemas, Islas Chafarinas, Peñón de Vélez de la Gomera, pequeños islotes o penínsulas sin población civil, situados en la costa del norte de África, reclamadas por Marruecos y pertenecientes a España.
- Sahara Occidental: territorio ubicado en el noroeste del continente. De jure sigue siendo parte de España (Sahara Español), aunque ésta lo abandonó en 1975. Gran parte es ocupado hoy por Marruecos, mientras un sector está bajo control de la República Árabe Saharaui Democrática, un estado parcialmente reconocido. Ambos reclaman la totalidad del territorio.
- Triángulo de Hala'ib: territorio colindante con el mar Rojo que actualmente es disputado por Egipto y Sudán.

## Economía
En su condición de excolonias, la mayoría de los países africanos mantienen estrechas relaciones económicas con la Unión Europea (UE).

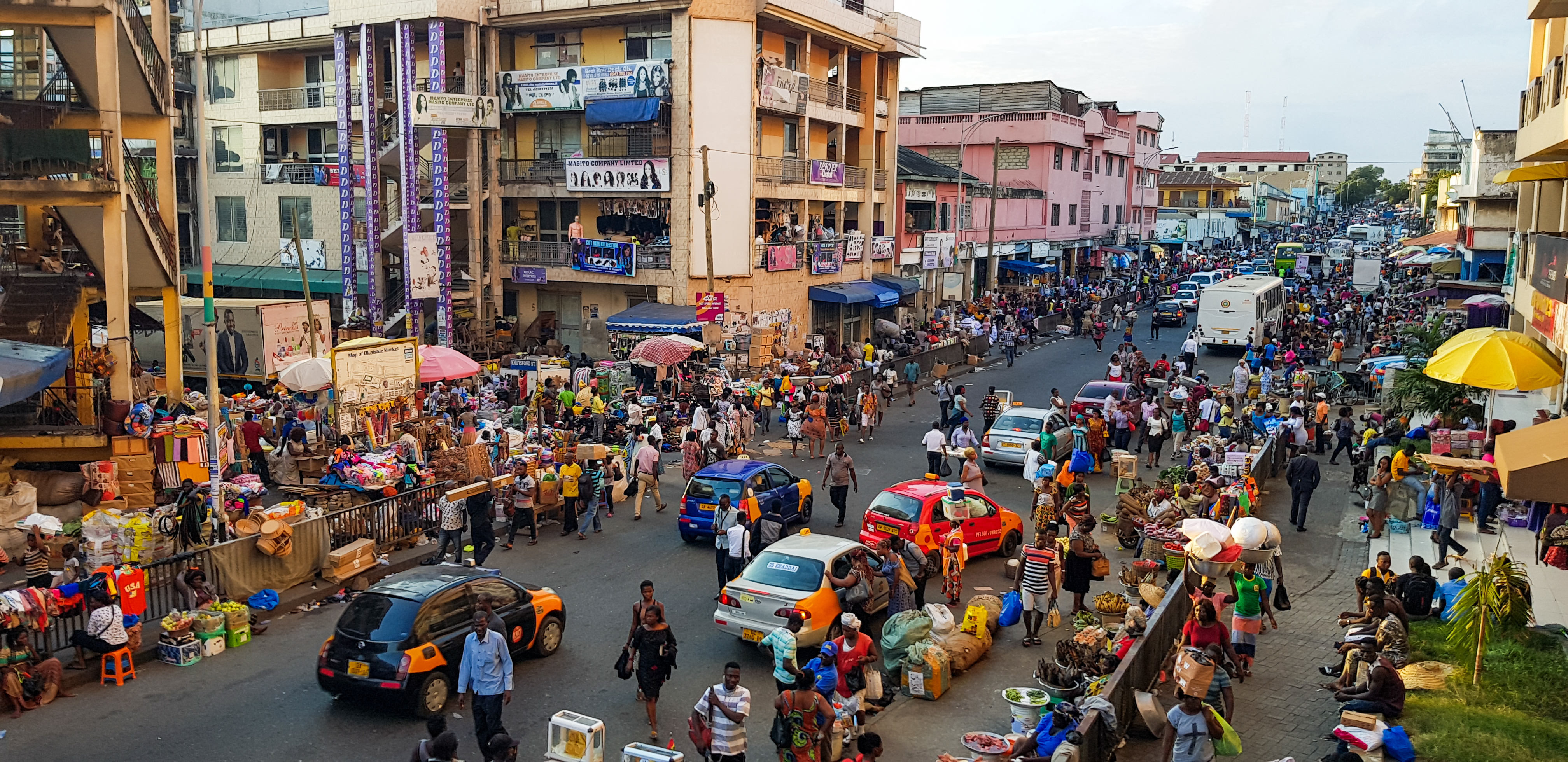
Acra, Ghana

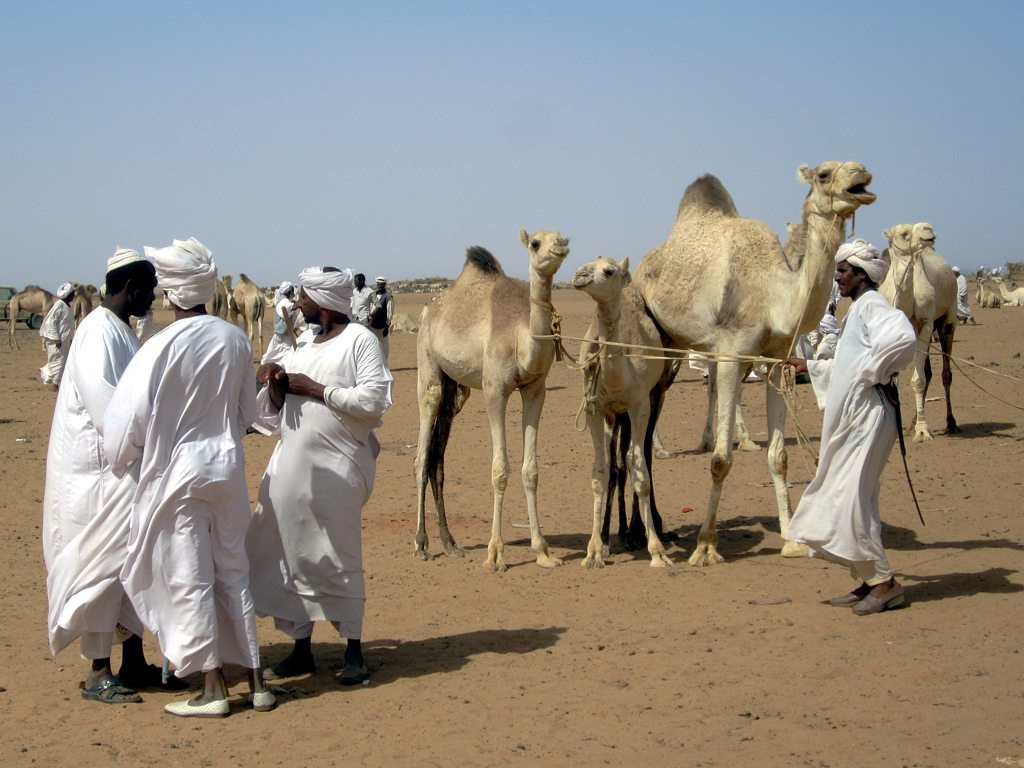
El mercado de camellos de Omdurmán, Sudán

Existe una organización supranacional, tomando como referencia a la Unión Europea, llamada Unión Africana (UA), de la que forman parte todos los países del continente, incluida la República Árabe Saharaui Democrática. La mayor parte de los países africanos están subdesarrollados o en vías de desarrollo.
El 36,2% de la población, unos 350 millones de personas, viven con menos de un dólar al día. África paga cerca de 20 000 millones de dólares en pagos de deuda cada año, aun pese a las condonaciones de deuda de los años 1990.

### Recursos
Durante el régimen colonial los europeos explotaron los productos más fáciles y más provechosos de extraer, como el oro, el marfil, maderas y fibras textiles. Tras la emancipación de las colonias los más codiciados pasaron a ser el petróleo, los diamantes y la minería en general, pero estos productos mencionados se hallan en pocos países. El petróleo y el gas natural se explotan principalmente en Nigeria, Angola, Argelia, Egipto y Libia.
El subsuelo africano proporciona los siguientes minerales en abundancia: oro (principalmente Ghana, Sudáfrica, Sudán y Malí), bauxita (Guinea), cromo (Sudáfrica), cobre (Congo y Zambia), cobalto (Congo, Madagascar, Marruecos y Sudáfrica), mineral de hierro (Sudáfrica), litio (Zimbabue), manganeso (Sudáfrica, Gabón y Costa de Marfil), fosfato (Marruecos, Egipto, Túnez, Senegal, Argelia y Togo), platino (Sudáfrica y Zimbabue), estaño (Congo, Nigeria y Ruanda), tungsteno (Ruanda) tántalo (Congo, Ruanda, Nigeria, Etiopía y Burundi) y uranio (Namibia y Níger).
La agricultura del continente africano se presenta en dos formas: agricultura de subsistencia y agricultura comercial. Los principales productos de cultivo para el consumo de la población local incluyen ñame, mandioca, batata, sorgo, maní, taro,  frijoles, maíz y arroz. Se incluyen en los productos que África cultiva normalmente para la exportación: algodón, té, tabaco, cacao, café, anacardo y plátano. También hay cultivos típicos de determinadas regiones de África, como aceituna en el norte del continente; a nuez de cola, semilla de calabaza (egusi) a  nuez de karité en África Occidental; y sésamo en todo el continente.
La carencia de buena tecnología y de medios de comunicación eficientes dificultan la explotación de dichas materias primas. El 60 % de los trabajadores africanos realiza actividades rurales, y el 80 % de lo que África exporta son materias primas, siendo a su vez los productos industrializados los que representan la casi totalidad de sus importaciones. Solo el 15 % está empleado en el sector industrial, siendo Egipto, Sudáfrica, Túnez y Marruecos los que poseen casi el total de dicha actividad. El resultado es que África es el continente más pobre del planeta: su PBI representa tan solo el 2,6% del total mundial.
Nigeria y Sudáfrica tienen las economías más ricas del continente africano según su PIB y datos del FMI. Los países africanos que más crecieron en 2017 según el Banco Mundial fueron: Libia, Guinea-Conakri, Etiopía, Ghana y Costa de Marfil. África alberga los 10 países más pobres del mundo según el Índice de Desarrollo Humano de Naciones Unidas: Mozambique, Liberia, Mali, Burkina Faso, Sierra Leona, Burundi, Chad, Sudán del Sur, República Centroafricana y el más pobre Níger.
África Subsahariana es el mayor exportador de metales y minerales del mundo con el 13,7% de las exportaciones mundiales en 2017.

### Ayuda exterior
La ayuda exterior llega a los cincuenta millones de dólares cada año, y en los últimos 60 años esa ayuda ha sido de al menos mil millones. Sin embargo, esto ha empobrecido más a los países, ha ralentizado el crecimiento, los ha endeudado más, los ha hecho más propensos a la inflación y vulnerables a los vaivenes de las divisas, ha reducido el atractivo para la inversión y ha aumentado el riesgo de conflictos civiles. La ayuda exterior se transforma en deuda, que se paga a expensas de la educación y los servicios médicos africanos. Aun cuando se termina de pagar una deuda, los países vuelven a pedir más ayuda. A fin de paliar este círculo vicioso, la tendencia actual consiste en condonar la deuda externa a los países que demuestran un compromiso con el sistema democrático y con el desarrollo.
La asistencia ha estado afectada por corrupción, y los flujos han acabado beneficiando a las burocracias gubernamentales y ciertas ONG financiadas por algunos gobiernos. La corrupción le cuesta a África 150 millones de dólares al año. No existen incentivos para que los gobiernos busquen formas más transparentes para recaudar fondos para el desarrollo, solo se les pide a las agencias de donación una infusión de capital.
En contraposición, en otros países la ayuda ha servido para resolver problemas como las epidemias que diezman la salud y las vidas de la población activa (sida, malaria), la falta de infraestructuras básicas, el rendimiento agrícola, el analfabetismo y la carencia de educación primaria universal. Existen ejemplos de países, como Ghana, que demuestran emplear correctamente la ayuda.
El flujo de capital ayuda a que los gobiernos ineficientes sigan en el poder, ya que el presidente no tiene que hacer nada pues la ayuda sigue llegando, siempre y cuando pague al ejército. No tiene que subir los impuestos, ni preocuparse del descontento de los ciudadanos ni de la representación de estos. Los choques civiles a menudo son motivados por el conocimiento de que al hacerse con el poder, el ganador obtiene un acceso virtualmente completo al paquete de ayuda.
La ayuda hace que la burocracia se vuelva clientelista y envuelva a los ciudadanos con trámites innecesarios. En Camerún se tardan 426 días en hacer un procedimiento comercial y 119 días en Angola.
La ayuda alimentaria que compra comida cultivada en Estados Unidos quiebra a los agricultores locales. Se ha hecho poco para ayudar a los agricultores y se gastan millones de dólares en el programa.
La gran cantidad de dinero crea la "enfermedad neerlandesa": los grandes flujos de dinero hacen que la moneda local se fortalezca incrementando además los precios internos. Esto crea además inflación, por lo que los países deben emitir bonos. Uganda fue obligada a emitirlos en 2005, pagando intereses de $110 millones anuales.

### Intereses de China y los Estados Unidos en África
China está presente en países con grandes recursos, por ejemplo petróleo, en Angola, que es su principal proveedor, y en otros países como son Guinea Ecuatorial, Nigeria, Chad, Sudán, Gabón, Zambia y República Democrática del Congo, estos dos últimos países productores de minerales.
Después de Estados Unidos y de la Unión Europea, China es el tercer socio más importante del continente, con inversiones en industrias de la construcción que están haciendo carreteras, embalses, viviendas, hospitales, y en la explotación de hidrocarburos y minerales. China tiene estrecha relación con Zimbabue, y Sudán, cuyos gobiernos son cuestionados.
Estados Unidos tiene interés en África por el petróleo.

### Ciudades por Índice de Desarrollo Humano (IDH)

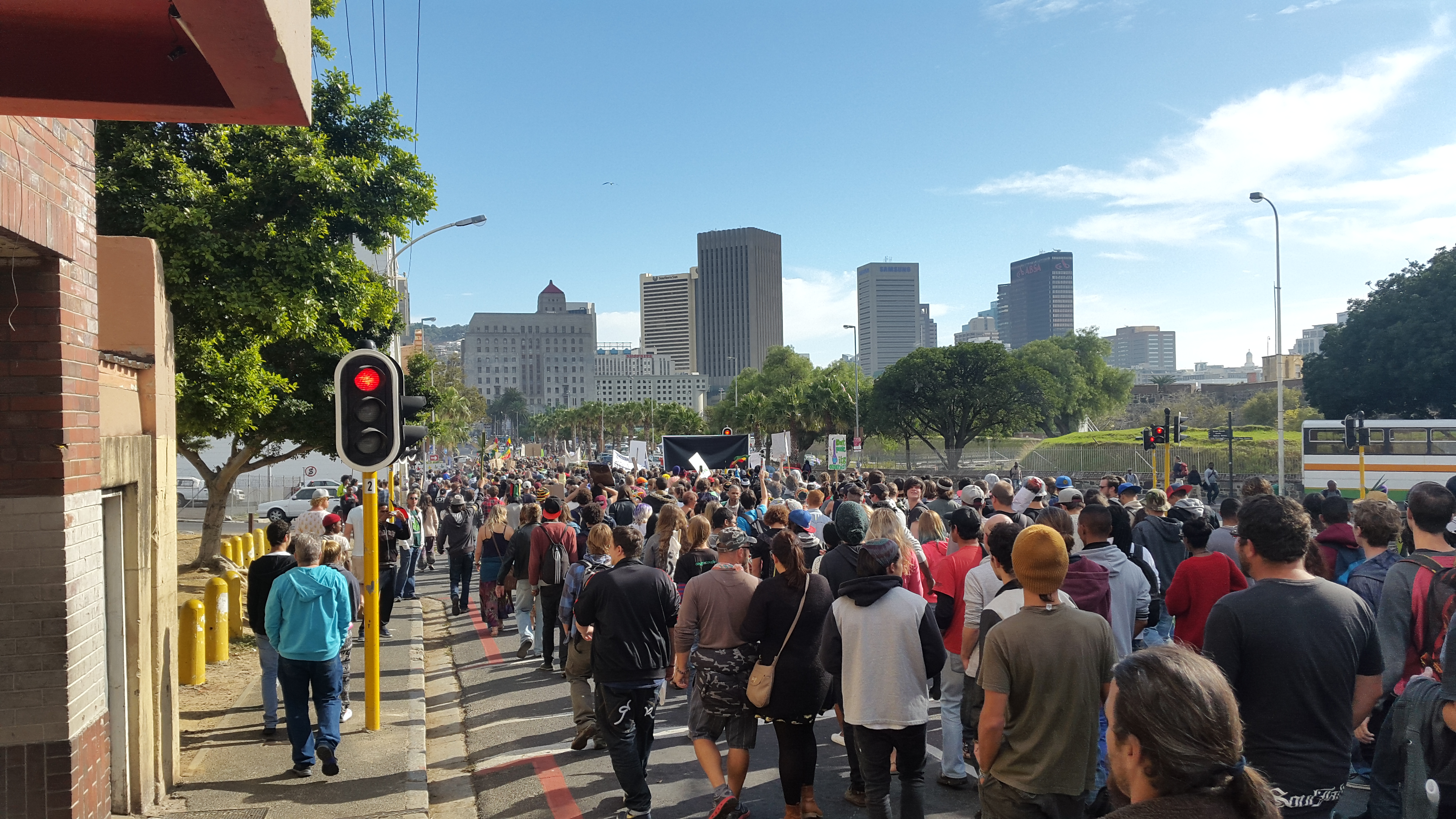
Ciudad del Cabo, Sudáfrica

Según el Programa de las Naciones Unidas para el Desarrollo (PNUD), África cuenta con ciudades subdesarrolladas, la mayoría de ciudades de África que poseen mayor desarrollo están en Sudáfrica y Egipto.
| Puesto                     | Ciudad                     | País                       | IDH                        | IDH |
| Puesto                     | Ciudad                     | País                       | Informe 2014               |     |
| Desarrollo Humano Muy Alto | Desarrollo Humano Muy Alto | Desarrollo Humano Muy Alto | Desarrollo Humano Muy Alto |     |
| -------------------------- | -------------------------- | -------------------------- | -------------------------- | --- |
| 1                          | Johannesburgo              | Sudáfrica                  | 0.804                      |     |
| 2                          | El Cairo                   | Egipto                     | 0.802                      |     |
| 3                          | Ciudad del Cabo            | Sudáfrica                  | 0.801                      |     |
| 4                          | Gaborone                   | Botsuana                   | 0.800                      |     |
| Desarrollo Humano Alto     |                            |                            |                            |     |
| 5                          | Pretoria                   | Sudáfrica                  | 0.799                      |     |
| 6                          | Nairobi                    | Kenia                      | 0.787                      |     |
| 7                          | Bloemfontein               | Sudáfrica                  | 0.777                      |     |
| 8                          | Alejandría                 | Egipto                     | 0.776                      |     |
| 9                          | Argel                      | Argelia                    | 0.776                      |     |
| Desarrollo Humano Medio    |                            |                            |                            |     |
| 10                         | Dar es Salaam              | Tanzania                   | 0.663                      |     |
| Desarrollo humano bajo     |                            |                            |                            |     |
| 11                         | Luanda                     | Angola                     | 0.463                      |     |
| 11                         | Adís Abeba                 | Etiopía                    | 0.463                      |     |

El 42,5% de los africanos vive en núcleos urbanos en 2018 según la ONU.

## Monedas
Hay aproximadamente 41 monedas oficiales distintas. La moneda oficial más extendida es el franco CFA en sus dos versiones: el Franco CFA de África Occidental moneda nacional en ocho países y el Franco CFA de África Central en seis. También está presente el euro a través de los territorios españoles y franceses en el continente, así como la libra de Santa Elena, par a la libra esterlina, pero con sus propios modelos de monedas y billetes con respecto a la moneda británica.

## Demografía

### Proyecciones
| Año  | Población Africana | Fuente |
| ---- | ------------------ | ------ |
| 2030 | 1 756 740 731      | [ 83 ] |
| 2040 | 2 288 522 923      | [ 83 ] |
| 2050 | 3 030 561 656      | [ 83 ] |
| 2060 | 4 021 061 010      | [ 83 ] |
| 2070 | 5 351 691 945      | [ 83 ] |
| 2080 | 7 102 559 811      | [ 83 ] |
| 2090 | 9 529 184 572      | [ 83 ] |
| 2100 | 12 682 182 661     | [ 83 ] |

### Características
En África hay unas 2000 etnias. Entre las más conocidas están: Zulú con 10 millones de miembros, Mursi con 9000 integrantes, se ubica en Etiopía, Saras que constituye casi 30% de la población total de Chad y otro tanto de países colindantes como República Centroafricana (cerca del 10%), Afar habitando desde hace aproximadamente mil años en la franja del desierto que va desde Etiopía hasta Eritrea y Djibuti, al este del continente, San una de las etnias más numerosas del continente y de las más diversas agrupando a más de diez pueblos originarios de países como Angola, Namibia, Botsuana, República Centroafricana, Zambia o Zimbabue y son cerca de 100.000 integrantes, la etnia Toma, originaria del condado superior de Lofa, en Liberia. Su población total se calcula en unos 125.000 integrantes, es decir, casi el 5% del país y la etnia Nama, una de las más extendidas del sur África. Viven en Botsuana, Namibia y Sudáfrica.
Predomina la etnia negra, cerca de un 80 % del total de la población, a excepción de la franja costera mediterránea donde son mayoritarios, aunque no exclusivos, tipos humanos arabo-bereberes y caucasoides-mediterráneos. Entre el trópico de Capricornio y el trópico de Cáncer la población es casi en su totalidad negra, y suele ser subdividida en cuatro grupos principales, aunque siempre han existido en las zonas limítrofes entre estos grandes grupos pueblos más o menos mixtos en todas sus combinaciones. Tales grupos principales son sudanés (Sahel y países del golfo de Guinea), nilótico (Nilo, desde Sudán hasta los Grandes Lagos), cusita (Macizo etíope y Cuerno de África) y bantú, siendo este el más extendido, ya que ocupa toda el área a partir del cinturón selvático ecuatorial. Es además un tipo mixto relacionado con dos tipos antaño muy extendidos (hoy en día minoritarios), los twa y otros grupos mal denominados pigmeos, habitantes de los bosques, y los kung-san, mal denominados bosquimanos, de las zonas áridas del extremo sur.

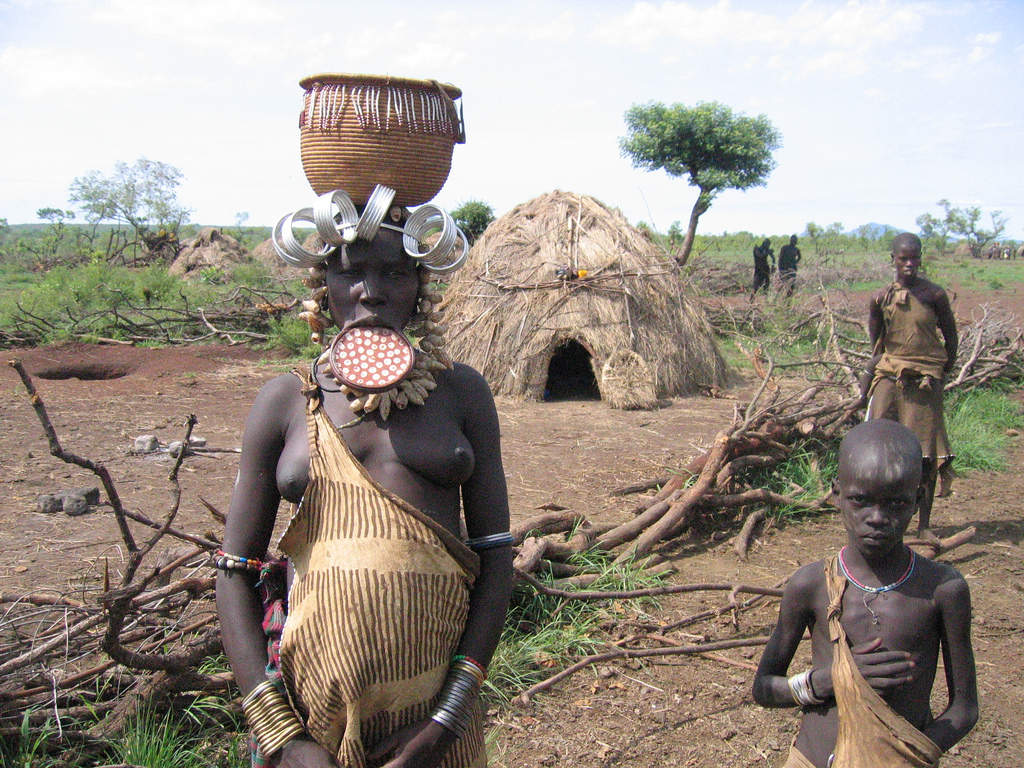
Pueblo mursi

Migrantes de origen francés se hallan establecidos en el Magreb y escasamente en las grandes ciudades de África Occidental, los de origen español habitan Marruecos y el Sáhara Occidental, mientras que en Angola y algunas ciudades costeras de África Occidental hay un número minoritario de grupos mixtos de origen africano-portugués. En el sur de África hay una significante cantidad (seis millones) de africanos blancos o afrikáneres, descendientes de neerlandeses y británicos.
La mayoría de los africanos mantienen un estilo de vida rural, pero la urbanización aumenta, ya que la gente abandona el campo para buscar trabajo en las ciudades. Las mayores densidades de población se encuentran donde el agua es más accesible, como en el valle del Nilo, las costas del norte y oeste, a lo largo del Níger, en las regiones montañosas del este y en Sudáfrica.

### Evolución demográfica
| más de 0.950 0.900-0.949 0.850-0.899 0.800-0.849 0.750-0.799 | 0.700-0.749 0.650-0.699 0.600-0.649 0.550-0.599 0.500-0.549 | 0.450-0.499 0.400-0.449 0.350-0.399 0.300-0.349 menos de 0.300 n/d |

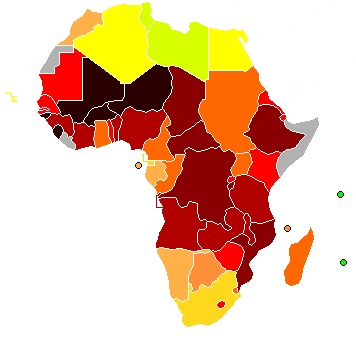
Mapa de África indicando el índice de desarrollo humano (2004).
más de 0.950
0.900-0.949
0.850-0.899
0.800-0.849
0.750-0.799
0.700-0.749
0.650-0.699
0.600-0.649
0.550-0.599
0.500-0.549
0.450-0.499
0.400-0.449
0.350-0.399
0.300-0.349
menos de 0.300
n/d

Aumento de la población desde el año 1 d. C. hasta el 2010 y proyecciones de población para los años 2050 y 2100.
- 1 = 16 a 35 millones.
- 1000 = 33 a 50 millones.
- 1500 = 46 a 87 millones.
- 1600 = 55 a 113 millones.
- 1650 = Más de 100 millones.
- 1700 = 61 a 107 millones.
- 1800 = 70 a 102 millones.
- 1820 = 74 a 92 millones.
- 1870 = 90 a 104 millones.
- 1900 = 110 a 159 millones.
- 1913 = 124 millones.
- 1950 = 205 a 228 millones.
- 1960 = 450 millones.
- 1970 = 550 millones.
- 1980 = 700 millones.
- 1990 = 850 millones.
- 2000 = 980 millones.
- 2010 = 1000 millones.
- 2050 = 1718 a 3251 millones (Est.)
- 2100 = 2254.3 a 3574.14 millones (Est.)[87][88]

#### Estimaciones de la población africana, 0–2018 d.C. (en miles)
Fuente: Maddison y otros. (Universidad de Groningen).
| Año    | 0       | 1000    | 1500    | 1600    | 1700    | 1820      | 1870      | 1913      | 1950      | 1973      | 1998      | 2018      | 2100 (proyectado) |
| ------ | ------- | ------- | ------- | ------- | ------- | --------- | --------- | --------- | --------- | --------- | --------- | --------- | ----------------- |
| África | 16 500  | 33 000  | 46 000  | 55 000  | 61 000  | 74 208    | 90 466    | 124 697   | 228 342   | 387 645   | 759 954   | 1 321 000 | 3 924 421         |
| Mundo  | 230 820 | 268 273 | 437 818 | 555 828 | 603 410 | 1 041 092 | 1 270 014 | 1 791 020 | 2 524 531 | 3 913 482 | 5 907 680 | 7 500 000 | 10 900 000        |

#### Proporciones de África y población mundial, 0-2020 d.C. (% del total mundial)
Fuente: Maddison y otros (Universidad de Groningen).
| Año    | 0   | 1000 | 1500 | 1600 | 1700 | 1820 | 1870 | 1913 | 1950 | 1973 | 1998 | 2020 | 2100 (proyectado) |
| ------ | --- | ---- | ---- | ---- | ---- | ---- | ---- | ---- | ---- | ---- | ---- | ---- | ----------------- |
| África | 7,1 | 12,3 | 10,5 | 9,9  | 10,1 | 7,1  | 7,1  | 7,0  | 9,0  | 9,9  | 12,9 | 18,2 | 39,4              |

### Características de la población
En África las características de la población y su esperanza de vida varían según las condiciones. En África del Norte o en el desierto del Sahara, la mayor parte de sus habitantes son adultos y superan a la población juvenil, aunque no se da tampoco un envejecimiento progresivo.[cita requerida] En el África subsahariana la mayor parte de sus habitantes son jóvenes, aunque en las últimas décadas se ha experimentado un crecimiento en la población adulta y un progresivo envejecimiento.[cita requerida] Esto se da principalmente en países como Etiopía y Somalia, aunque en Sudáfrica también se experimenta un crecimiento de población adulta pero no es tan común el envejecimiento.[cita requerida]
| Región                  | Debajo de los 15 años (porcentaje de la población total) | Por encima de 65 años (porcentaje de la población total) |
| ----------------------- | -------------------------------------------------------- | -------------------------------------------------------- |
| Asia                    | 24%                                                      | 8%                                                       |
| África                  | 41%                                                      | 3%                                                       |
| Europa                  | 16%                                                      | 18%                                                      |
| Latinoamérica-el Caribe | 26%                                                      | 8%                                                       |
| EEUU y Canadá           | 19%                                                      | 15%                                                      |
| Oceanía                 | 23%                                                      | 12%                                                      |
| Mundo                   | 26%                                                      | 9%                                                       |

El 47% de la población africana (2015) tiene menos de 18 años.

### Nacimientos
Todos los países del África Subsahariana tuvieron tasa de fertilidad (número promedio de hijos) por encima del nivel de reemplazo en 2019 y representaron el 27,1% de los nacidos vivos a nivel mundial. En 2021, el África Subsahariana comprendió el 29% de los nacimientos mundiales.
La tasa de fertilidad (número promedio de hijos por mujer) para África subsahariana es de 4,7 en 2018, la más alta del mundo según el Banco Mundial.

### Muertes
La primera causa de muerte en África según la OMS son las infecciones de las vías respiratorias (20%), le sigue el SIDA (14%), diarrea (13,7%) y malaria (11%). Los accidentes de carretera (5%) están en el puesto 9 de las 10 primeras causas.

### Población por sexo
La población por sexo varía en el continente; al sur del Sahara, conocido también como el África negra, predominan las personas de sexo femenino, excepto en países como Angola, Mozambique, Etiopía, Somalia y Yibuti, entre otros. En cambio, en la mayor parte de los países del África del Norte predominan las personas de sexo masculino, excepto Marruecos, Sáhara Occidental, Mauritania y Chad.[cita requerida]

## Idiomas
| Portugués |               |
| Árabe     | Español       |
| Inglés    | Suajili       |
| Francés   | Otros idiomas |

Idiomas oficiales en África

Mapa que muestra la distribución de las principales familias de lenguas africanas (no incluye las de origen europeo). Los grupos lingüísticos autóctonos de África son el afroasiático, el nilo-sahariano, el nigero-congoleño y el joisán.

Además de lenguas alóctonas como el árabe, el francés, el inglés o el portugués (entre otras) cuya presencia en África se debe a procesos de conquista y dominación política. Se estima que en África actualmente existen unas 1700 lenguas autóctonas.

### Idiomas principales
Demográficamente, el francés (con 160 millones de francófonos africanos) y el árabe (con sus diversas variedades regionales y locales), son los idiomas con más hablantes (lengua materna más segunda lengua), los más extendidos en el continente y los que son oficiales en mayor número de países africanos. Los idiomas autóctonos de África con el mayor número de hablantes son el suajili (90 millones de hablantes), el oromo (70 millones), el hausa (40 millones) y el amárico, todas ellas con un buen número de hablantes para los cuales es su segunda lengua y no su lengua materna (estas cuatro lenguas se usan ampliamente como lingua franca en sus respectivas áreas de influencia). Las lenguas europeas más extendidas son la francesa, la inglesa y la portuguesa, generalmente utilizadas por las administraciones postcoloniales y las clases urbanas. A continuación existe un grupo de cerca de 20 idiomas étnicos con entre 1 y 20 millones de hablantes como: (de norte a sur) el wólof, manding (mandé), ewe, fon, yoruba, igbo, lingala, shona, setsuana, xhosa, malgache, etc. Otros idiomas minoritarios son el afrikáans y el español, de origen europeo, y otros autóctonos como el bereber. Los idiomas africanos y oficiales en sus respectivos estados son: el amárico hablado en Etiopía, el somalí en Somalia, el suajili en Kenia y Tanzania, el setsuana en Botsuana, el afrikáans en Sudáfrica y Namibia (junto con el inglés), y el malgache en la República de Madagascar (junto con el francés).

### Clasificación
Las lenguas africanas autóctonas pertenecen a cuatro grandes grupos:
- Las lenguas afroasiáticas, que la gran mayoría de lingüistas considera una familia lingüística (aun cuando existe discusión sobre la relación de los grupos internos, el origen de la misma y numerosas características del protoafroasiático).
- Las lenguas nigerocongolesas, que es aceptada como familia, aunque algunos lingüistas han planteado dudas sobre si en realidad agrega a diversas familias genuinas o si determinados grupos deben considerarse parte de esta familia o familias independientes.
- Las lenguas nilo-saharianas, que también mayoritariamente se considera una familia lingüística, aunque parece mucho más diversa que las otras dos, y existen muchas incertidumbres sobre los detalles internos.
- Las lenguas joisanas o joisánidas, poco numerosas y concentradas en el extremo suroccidental de África. La opinión mayoritaria es que no forman una auténtica familia sino la evolución posterior de familias originalmente independientes que sobrevivieron a la expansión de las lenguas nigerocongolesas y que guardan ciertas características tipológicas compartidas como la ocurrencia de chasquidos consonánticos. Algunos pocos autores consideran que en último término la mayor parte de las lenguas joisanas tiene un origen común, aunque esta opinión ha sido ampliamente criticada, o al menos la idea de que pueda reconstruirse un protojoisán común a partir de la evidencia proporcionada por estas lenguas.

## Religiones de África

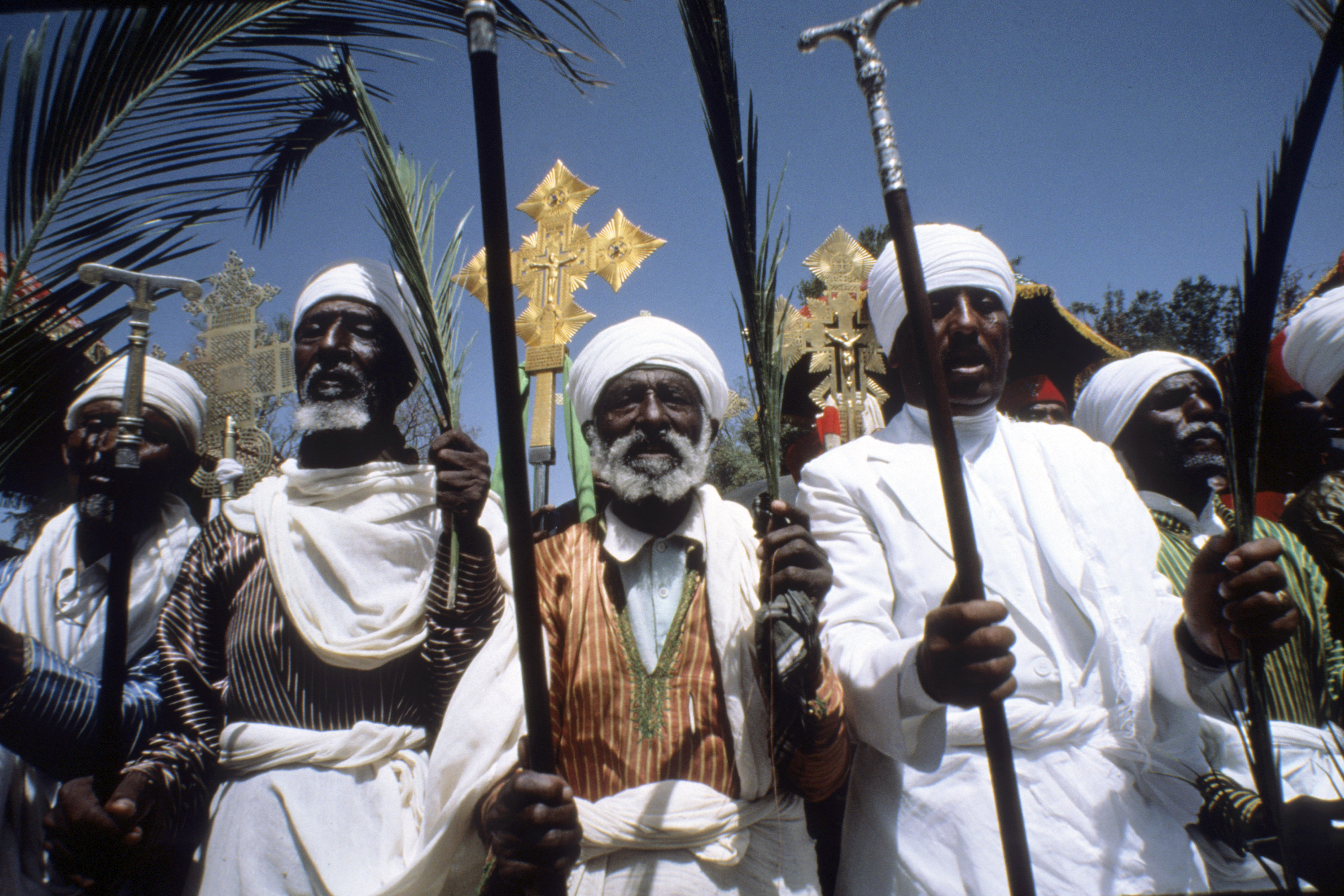
Iglesia ortodoxa de Etiopía

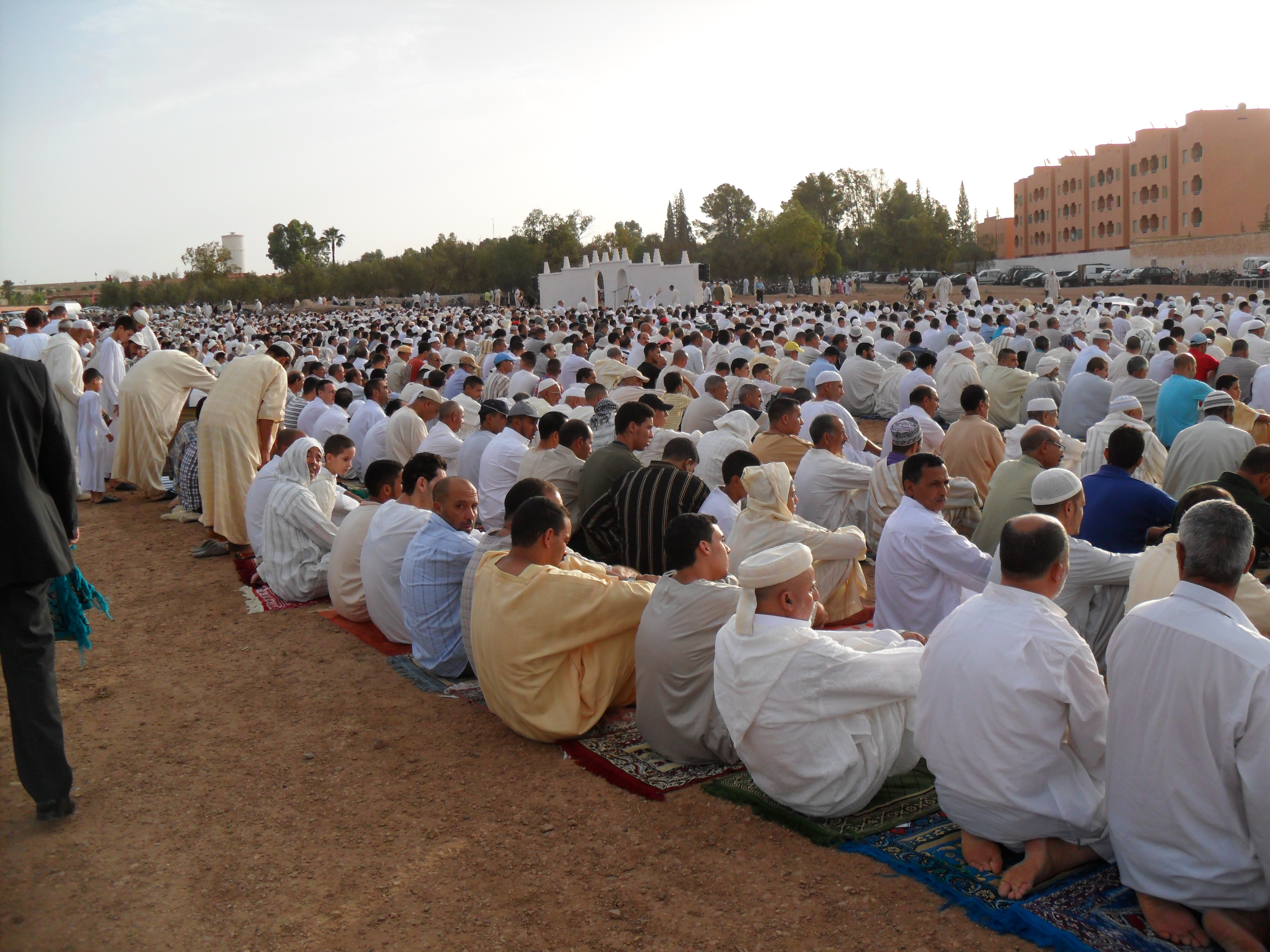
Eid Al-Fitr en Marruecos

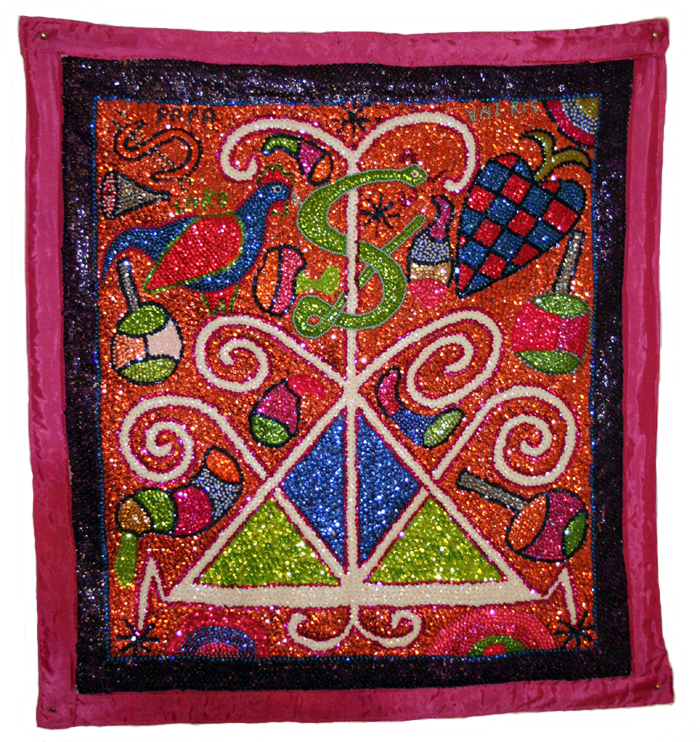
Bandera Vudú

La mayor parte del continente profesa religiones tradicionales africanas, englobadas dentro del impreciso grupo conocido como animista. Esto significa que creen que los espíritus habitan objetos animados o inanimados. Dicho así mismo suele persistir bajo la apariencia de religiones universalistas como el islam o el cristianismo. También hay creyentes del rastafarismo.
El islam tiene una presencia dominante en el norte y destacada en el Sáhara, el Sahel, África Occidental y África Oriental. El cristianismo monofisita, aunque más antiguo que el islam, quedó confinado a Etiopía. A partir del siglo XX adquirirán una creciente importancia el catolicismo y protestantismo.
Sin embargo, tanto islam como el cristianismo se encuentran en África con sincretismos más o menos sectarizados como el kimbanguismo o la Iglesia "Cita con la Vida", que persisten y se reproducen gracias a la fortaleza implícita de los conceptos de las religiones tradicionales. Las religiones tradicionales africanas tienen una presencia destacada en América, especialmente el vudú en Haití, la religión yoruba y las religiones del antiguo Reino del Congo en el Caribe y en Brasil principalmente.
Existen asimismo minorías hinduistas.

### Simbolismo
Los antiguos la personificaban bajo la figura de una mujer y con la de un escorpión. En una medalla del emperador Adriano lleva por casco o morrión la cabeza de un elefante. En otras varias medallas se observa que tiene en la mano derecha un escorpión y en la izquierda el cuerno de la abundancia; a sus pies un cesto lleno de flores y de frutos. El caballo y la palma son los símbolos de la parte de África vecina a Cartago.
En una medalla de la reina Cristina se ve una alegoría menos conocida: Atlas cubierto con la piel de la cabeza de un elefante guarnecida con su trompa y sus colmillos, contemplando los signos del zodíaco, para indicar que este rey, considerado por algunos como el inventor de la astronomía, reinó en África. Los modernos aprovechando de todas estas ideas han representado el África bajo los rasgos de una mujer mora, casi desnuda teniendo los cabellos rizados, llevando por casco una cabeza de elefante, un collar de coral, un cuerno lleno de espigas en una mano, un escorpión en la otra o un colmillo de elefante y acompañada de un león y de varias serpientes. Lebrun la ha pintado bajo la figura de una mora desnuda hasta la cintura, sentada sobre un elefante y en la cabeza un parasol que la pone enteramente a la sombra. Sus cabellos son negros, cortos y rizados: lleva por pendientes dos grandes perlas y sus brazos adornados con ricos brazaletes.

## Teatro
El teatro africano, entre tradición e historia, se está encauzando actualmente por nuevas vías. Todo predispone en África al teatro. El sentido del ritmo y de la mímica, la afición por la palabra y la verborrea son cualidades que todos los africanos comparten en mayor o menor medida y que hacen de ellos actores natos. La vida cotidiana de los africanos transcurre al ritmo de variadas ceremonias, rituales o religiosas, concebidas y vividas generalmente como verdaderos espectáculos. No obstante, aunque África ha conocido desde siempre este tipo de ceremonias, cabe preguntarse si se trataba realmente de teatro; a los ojos de muchos, estos espectáculos están demasiado cargados de significado religioso para que puedan considerarse como tal. Otros estiman que los tipos de teatro africanos guardan cierto parecido, como en otros tiempos la tragedia griega, como un preteatro que nunca llegará totalmente a ser teatro si no se desacraliza. La fuerza y las posibilidades de supervivencia del teatro negro residirán, por lo tanto, en su capacidad para conservar su especificidad. en el África independiente está tomando forma un nuevo teatro.
Nuevo Teatro: Se trata de un teatro comprometido, incluso militante, concebido para defender la identidad de un pueblo que ha logrado su independencia
Teatro de Vanguardia: Se orienta actualmente hacia una investigación sobre el papel de actor, próxima a la de Jerzy Grotowski y su teatro laboratorio. Así, en Libreville (Gabón), se formó en 1970 un teatro vanguardista que realizó dos espectáculos que dejaron una huella perdurable en las jóvenes generaciones de comediantes. Otra vía de investigación es el teatro de silencio, creado por François Rosira, cuyo fin era realizar espectáculos en los que el canto, el recitado, la música y el baile se complementen en perfecta armonía.
Asociaciones como Ndjembé promovían el carácter teatral en África.